# Tram in Opper-Silezië
Het aaneengesloten tramnet in Opper-Silezië (Zuid-Polen) is een van de grootste tramsystemen ter wereld. De oost-westlengte ervan is 50 kilometer en het systeem verbindt veertien steden met elkaar: Katowice (de hoofdstad van de regio), Będzin, Bytom, Chorzów, Czeladź, Dąbrowa Górnicza, Gliwice, Mysłowice, Piekary Śląskie, Ruda Śląska, Siemianowice Śląskie, Sosnowiec, Świętochłowice en Zabrze, samen met hun voorsteden en de tussenliggende dorpen. Het tramsysteem bestaat sinds 1894 en is opgezet door Duitse ondernemers (Opper-Silezië was tot het einde van de Eerste Wereldoorlog Pruisisch). Het netwerk wordt sinds 2003 uitgebaat door Tramwaje Śląskie en heeft een verzorgingsgebied van ongeveer 2 miljoen inwoners. Het netwerk doet veel denken aan de Belgische Buurtspoorwegen, maar dan zonder claxon, en op normaalspoor. Er zijn veel natuurrijke trajecten, vooral op lijn 1,2,3,5,9,14,17,22,26 en 27. Er is ook veel enkelspoor waar trams soms tegen de gangbare verkeersrichting in rijden. Vooral op lijn 3,9,14,17,26 en 27.

## Ontstaan en periode tot Eerste Wereldoorlog
Hieronder zijn de plaatsen eerst aangegeven met hun officiële namen ten tijde van de spoorwegaanleg. Deze namen vindt men ook op de topografische kaart waarnaar verwezen wordt en welke de situatie tot 1945 weergeeft. De huidige Poolse namen staan daarachter tussen haken en verwijzen naar hun Wikipedia-lemma's. Het afsluitende tabel-overzicht en de voortzetting van de historische beschrijving bevatten ook voor de Duitse periode alleen de huidige Poolse namen, hoewel deze pas na 1923 resp. 1945 officieel werden.
Tegen het einde van de 19e eeuw was Opper-Silezië al sterk geïndustrialiseerd waardoor de behoefte aan een goed transportsysteem voor goederen en passagiers groeide. Sinds het midden van de 19de eeuw functioneerde de Schlesische Strassenbahn (Górnośląskie Koleje Wąskotorowe), Smalspoorwegen van Opper-Silezië) die een uitgebreid netwerk op een spoorbreedte van 785 mm onderhield. Hierover werden voornamelijk goederen vervoerd en deze spoorweg deed niet de stadscentra en de bewoonde gebieden aan. In 1891 verzocht het Berlijnse bedrijf Kramer & Co. aan Georg Brüning, Oberbürgermeister van Beuthen (Bytom), om toestemming tot de aanleg van een stoomtram tussen de belangrijkste stadswijken en steden. De correspondentie duurde ruim een jaar en in april 1892 werd een contract getekend voor de aanleg van een stroomtramlijn van Gleiwitz (Gliwice) door Hindenburg (Zabrze), Morgenroth (Chebzie), Königshütte (Chorzów), Beuthen (Bytom) naar Deutsch Piekar (Piekary Sląskie). In het contract was vastgelegd dat de spoorbreedte 1000 mm zou zijn, enkelsporig en met passeerstroken zou worden aangelegd. In juni 1893 moest het plan op basis van de nieuwe Wet voor de Pruisische Lokaalspoorwegen wat betreft de spoorbreedte worden gewijzigd. Deze moest 785 mm (30 Preusische Zoll) zijn. Op 24 februari 1894 richtte de Allgemeine Deutsche Kleinbahn AG de Oberschlesische Dampfstrassenbahn GmbH (ODS) met als doel het exploiteren van de nieuwe stoomtramlijnen. Op 27 mei 1894 werd het eerste gedeelte van de lijn van Deutsch Piekar (Piekary Sląskie) via Scharlei (Szarlej) en Rosenberg (Rozbark) naar Beuthen (Bytom) feestelijk geopend. Het tweede gedeelte tussen Gleiwitz (Gliwice) en Hindenburg (Zabrze) volgde op 26 augustus 1894 en de lijn werd via Morgenroth (Chebzie) en Königshütte (Chorzów) met elkaar verbonden op 30 december van dat jaar. De frequentie was gesteld op 2 trams per uur en de totale lengte bedroeg 34,5 kilometer. Het eerste exploitatiejaar werden al 850.000 passagiers vervoerd. De stoomlocomotieven werden door de Düsseldorfse fabrikant Hohenzollern AG gebouwd. Direct na de opening protesteerden burgers tegen de tram die zij als extreem lawaaiig ervoeren. Als reactie hierop besloot de directie van het bedrijf de stoomtram in de centra van Beuthen (Bytom) en Gleiwitz (Gliwice) door een paardentram te vervangen waardoor doorreizende passagiers moesten overstappen. Ook toen in 1896 de aanleg van de tramlijn Kattowitz (Katowice) bereikte moest ook daar in het centrum de paardentractie worden ingezet. In 1894 en 1895 zijn de volgende lijnen gepland en verwierf de ODS de concessie tot exploitatie van:
- Gliwice – Rudy – Racibórz
- Bytom – Szombierki – Biskupice – Zabrze
- Szombierki – Chebzie – Wirek
- Katowice – Zawodzie – Szopienice
- Chorzów – Świętochłowice
- Chorzów – Dab – Katowice
- Katowice – Siemianowice Sląskie
- Siemianowice Sląskie – Chorzów Stary – Chorzów
- Chorzów – Chorzów Batory – Zaleze – Katowice

De lijnen Katowice – Alfred – Siemianowice en Chorzów – Dab – Katowice kwamen op 30 december 1896 in dienst en die van Bytom naar Zabrze op 29 september 1898. Op dat moment was het net in totaal 75 kilometer groot.
Op 15 oktober 1897 kreeg Kramer & Co. de concessie tot het bouwen en exploiteren van een interlokale stoomtramlijn tussen Gliwice en Rudy, een afstand van ongeveer 15 kilometer door onbebouwd landbouwgebied. Deze lijn kwam op 25 maart 1899 in dienst en werd in 1903 tot Racibórz verlengd en bereikte daarmee een lengte van 50 kilometer. Hoewel de lijn door de ODS werd geëxploiteerd was het een afwijkende lijn in het geheel omdat ze zowel passagiers als goederen vervoerde. Een bijzonderheid is dat deze lijn tot haar opheffing in 1993 nooit werd geëlektrificeerd. Na 1945 was deze smalspoorlijn onderdeel werd van de Poolse Staatsspoorwegen (PKP). Een deel van de lijn is nu in gebruik als museumlijn, terwijl de héle lijn op de monumentenlijst staat, ook al zijn grote delen verdwenen.
De bouw van (kolengestookte) krachtcentrales leverde veel elektrische stroom op en het elektrificeren van het bestaande tramnet en het bouwen van geheel nieuwe verbindingen werden de volgende doelen. In 1898 verkreeg Kramer & Co. de concessie voor een elektrische tramlijn van Katowice naar Zawodzie. Andere plannen waren de volgende lijnen:
- Siemianowice – Bytom met een zijlijn van Bangow naar de Russische grens bij Czeladz
- Bytom – Sucha Gora (Stroszek) en Radzionków via Dąbrowa Miejska
- Kuznica Rudzka naar Kolonia Karol-Emanuel (Ruda Poludniowa)

Zie: Poolse Delingen over de bestuursgeschiedenis van onder andere Opper-Silezië
Geen van de genoemde lijnen werden echter door Kramer & Co. gerealiseerd want het bedrijf hield zich vooreerst bezig met het elektrificeren van de bestaande lijnen. De 34,5 km lange lijn van Gliwice naar Piekary Sląskie via Zabrze, Ruda Poludniowa, Chebzie, Lipiny, Chorzów, Bytom en Szarlej werd, tegelijk met de lijn Katowice – Alfred – Siemianowice, als eerste geëlektrificeerd. Beide lijnen werden op 3 oktober 1898 heropend en een maand later was de lijn Katowice – Dab – Chorzów ook elektrisch. In februari 1899 volgde de lijn Zabrze – Bytom via Biskupice. Daarna volgde in hoog tempo de rest van het systeem. De laatste stoomtramlijn Chorzów – Alfred (Siemianowice) reed op 12 juli 1900. Het nieuwe trammaterieel had een indeling in 2de en 3de klasse rijtuigen en de elektrische uitrusting was gebouwd door het Duitse bedrijf Schuckert. De trams leken enigszins op de Berlijnse ‘Maximum’-serie trams hoewel de ramen groter waren. De trams hadden in het begin geen afgeschermd balkon zodat de bestuurder alle weerstypes onbeschermd moest trotseren. De stroomafname geschiedde met een trolleystang. De wagens kregen de naam ‘Walker’ naar de fabrikant van de serie.

#### Concurrentie en samenwerking
In 1898 ontstond de eerste concurrentie. Het pas nieuwe bedrijf Schikora & Wolff uit Katowice verwierf concessie de volgende elektrische tramlijnen te bouwen:
- Katowice – Zawodzie – Szopienice – Mysłowice
- Bytom – Lagiewniki – Swietochliwce – Chorzów Batory – Zaleze – Katowice
- Chorzów Batory – Chorzów (Grote Markt)
- Lagiewniki – Chropaczow – Lipiny

Op 27 mei 1898 werd een bedrijf met de naam Oberschlesische Kleinbahnen und Elektrizitäts Werke AG (OKEW) opgericht dat de concessie van Schikora & Wolff kocht. In 1899 bouwde de OKEW een eigen remise en een eigen krachtcentrale en op 7 september 1899 reed de eerste tramlijn van Zawodzie naar Chorzów, via Katowice, Zaleze en Chorzów Batory al. Ook deze lijn was op 785 mm gebouwd. Het rollend materieel kwam van de Busch fabrieken uit Bautzen (die nog steeds – als Bombardier – bestaan). De eerste lijn werd vlot aangevuld met de volgende:
- Zawodzie – Szopienice (15 juli 1900)
- Chorzów Batory – Świętochłowice – Piasniki (29 juli 1900)
- Szopienice – Mysłowice (31 oktober 1900)
- Piasniki – Lagiewniki – Bytom (7 april 1901)
- Lagiewniki – Lipiny (idem)

–
De concurrentie leidde tot problemen omdat geen afspraken waren gemaakt over het gebruik van gezamenlijke trajecten en men het niet eens werd over wie welk gedeelte van de stroomrekening op die trajecten moest betalen. De onderhandelingen liepen uit op de vorming van een nieuw bedrijf, Schlesische Kleinbahn AG (SK), dat alle aandelen van zowel de Oberschlesische Dampfstrassenbahn GmbH als die van de Oberschlesische Kleinbahnen und Elektrizitäts Werke AG overnam. Tevens kwam het nieuwe bedrijf in het bezit van het rollend materieel, de krachtcentrales, onderbouw en de bovenleiding. Dit kreeg zijn beslag op 7 juli 1899. Op 1 januari 1904 verhuisde het hoofdkantoor van SK van Bytom naar Katowice. Op dat moment onderhield het bedrijf een net van 120 kilometer elektrische tramlijn, vervoerde 10 miljoen passagiers per jaar en er waren 120 motorwagens, 203 aanhangwagens, 10 stoomlocomotieven, 29 daarbij behorende passagierswagens, 126 goederenwagons, 19 bagagewagons en 8 werkwagens in bezit.

## Overgang naar normaalspoorbreedte (1435 mm) en periode tot 1945
Het net groeide in de jaren 1900-1910 niet. Wel werd in samenwerking met de Allgemeine Elektrizitäts Gesellschaft (AEG) het gehele elektriciteitsnetwerk sterk verbeterd. Er werden 18 onderstations gebouwd om sterke stroomverschillen beter te kunnen opvangen en het accelereren van trams te kunnen verbeteren. De ombouw tot normaalspoor werd overwogen waarbij men tegelijkertijd spoorverdubbeling wilde bewerkstelligen. Het passagiersvervoer nam sterk toe en dit leidde op de enkelsporige trajecten tot een zeer trage dienstuitvoering. De kosten van het omsporen werden geschat op 7.500.000 miljoen Mark. De eerste normaalspoorlijn werd op 12 juni 1912 geopend en deze liep van Kattowitz (Katowice) naar het huidige Kosciuszki park. Een verlenging van dit 2 km lange lijntje werd echter niet gebouwd. De gemeenteraad van Beuthen (Bytom) besloot tot de aanleg van een eigen apart (normaalspoor)tramnet om dorpen rondom deze stad te verbinden. Op 23 oktober 1913 werd dit bedrijf onder de naam Städtische Strassenbahn Beuthen (SSB) geopend en omvatte drie lijnen:
- I Bytom (Marktplein) – Karb – Miechówice
- II Karb – Dąbrowa Miejska – Bytom (Marktplein)
- III Bytom (Marktplein) – Remise Piekarska

Voor het eerst werd het gebruik van nummering voor tramlijnen geïntroduceerd; men gebruikte Romeinse nummering in plaats van Arabische. Het nieuwe trammateriaal werd door Linke Hofmann Busch gebouwd en bestond uit het typerende tweeassige model voor die tijd. Er waren 20 motorwagens en 14 aanhangwagens. De lengte van het stadssysteem bedroeg 7,5 kilometer en lijn III werd na een jaar al opgeheven. De rails bleef echter liggen omdat het de enige manier was om de remise te bereiken. (In 1939 werd, onder het nummer 33, deze korte lijn weer in het leven geroepen; later werd deze omgenummerd tot 35 en ze rijdt in 2021 nog als lijn 38.)
Toen de Eerste Wereldoorlog uitbrak werd Silezië niet direct door de oorlog getroffen maar er kwamen wel vele veranderingen binnen het bedrijf. Het aantal vervoerde passagiers liep sterk terug met als gevolg dat enkele lijnen werden opgeheven of alleen ’s zomers werden uitgevoerd. Vrouwen kregen toestemming bij het trambedrijf te werken en deden dit als eersten in de functie van conducteur, later ook als bestuurder. Aan onderhoud werd, door het ontbreken van voldoende inkomsten en een stijgende inflatie, zo min mogelijk gedaan. De belangrijkste gebeurtenis was echter dat na de Eerste Wereldoorlog de nieuwgevormde Poolse Republiek een claim legde op Silezië. Duitsland wilde dit gebied echter niet opgeven; het was wegens zijn hoge ontwikkelingsgraad en de aanwezigheid van kolen en de staalfabrieken van grote economische betekenis. Er volgden drie volksopstanden tussen Poolse en Duitse nationalisten (1919 en 1921) en de Volkenbond legde een referendum op waarin de bevolking zijn keuze kon aangeven. Bij een 60% stemmenaantal voor Duitsland protesteerden Polen en Frankrijk tegen een voortzetting van het Duitse staatsgezag. Een deskundigencommissie zou een nieuwe staatsgrens moeten aanwijzen maar deze moest onbevredigend blijven. In de steden had een grotere meerderheid voor Duitsland gestemd; op het platteland een grote meerderheid voor Polen. Het kwam tot een staatkundige gebiedsverdeling. De steden Gleiwitz (Gliwice), Hindenburg (Zabrze) en Beuthen (Bytom) bleven Duits. Polen kreeg behalve het platteland ook een aantal steden toegewezen. De trambanen verliepen daarna deels over de nieuwe grens en hun beheer kwam op Pools gebied in handen van Poolse vervoersmaatschappijen.

#### Tweedeling

Kaart van het Duitse Rijk met een visualisatie van de deling van Opper-Silezië, die een groot effect had op het functioneren van het dagelijks leven (en de trambedrijven).

Op 1 januari 1922 werd de nieuwe staatsgrens tussen Duitsland en Polen ingesteld en dit betekende dat de SK op een aantal plaatsen die grens moest passeren:
- tussen Rozbark en Szarlej (lijn Bytom – Piekary)
- tussen Bytom en Lagiewniki (lijnen Bytom – Chorzów en Bytom – Świętochłowice)
- tussen Szombierki en Godula (lijn Bytom – Wirek)
- tussen Bobrek and Kuznica Rudzka en tussen Kuznica Rudzka and Biskupice (lijn Bytom – Zabrze)
- tussen Poremba en Ruda Południowa (lijn Zabrze – Chorzów)

De grens zorgde voor veel exploitatieproblemen. Voor passagiers waren er onophoudelijke identiteitscontroles en zij moesten voor een grensoverschrijdend traject twee plaatsbewijzen – voor twee munteenheden – aanschaffen. De financiële en juridische structuren stonden ook onder druk en de enige mogelijkheid bleek de splitsing van het bedrijf: in Oberschlesische Dampfstrassenbahn GmbH en in Oberschlesische Kleinbahnen und Elektrizitäts Werke AG. Op 15 mei 1922 werden tijdens een internationale conferentie in Geneve de details van de splitsing vastgelegd. De conventie regelde onder andere de verdeling van het tramsysteem en het grensoverschrijdend verkeer. De overkoepelende eigenaar bleef echter SK. De ODS moest aan de OKEW 50.2 km tramlijn, 70 motorwagens en de remises Lagiewniki en Wirek overdragen. Als tegenprestatie ontving de ODS een klein gedeelte van de lijn Bytom – Świętochłowice en 5 motorwagens. De besluiten van de conventie werden echter niet echt gerespecteerd en uitgevoerd en vooral passagiers die de grens wilden oversteken, werden met eindeloze controles getraineerd. Iedere keer als een tram de grens moest passeren moesten alle passagiers uitstappen en werd de tram minutieus op smokkelwaar gecontroleerd. Ook vroeg men de technische papieren en de rapporten. Als 10 minuten later dezelfde tram weer aan dezelfde grenspost verscheen, voerde de douane dezelfde controles uit. In 1926 werd al het grensoverschrijdend verkeer opgeschort. De passagiers moesten uitstappen, de grens te voet passeren en aan de andere kant op een gereedstaande andere tram stappen. Tot 1 juli 1925 bestuurde SK de ODS en de OKEW waarna de exploitatieovereenkomst werd opgezegd. Op dezelfde dag sloot SK een contract met een nieuw opgericht bedrijf, de Śląsko-Dąbrowskie Kolejowe Towarzystwo Eksploatacyjne sp. z o.p. (SDKTE, Silezisch-Dabrowianische Tramweg Maatschappij). Dit bedrijf exploiteerde de bestaande tramlijnen die eigendom waren van de OKEW. In het Duitse gedeelte kwamen de tramlijnen onder de hoede van de ODS, die haar naam veranderde in Oberschlesische Überlandbahnen GmbH (OUB). In 1930 werd de OUB geliquideerd, waarna haar aandelen ondergebracht in een nieuw bedrijf, de Verkehrsbetriebe Oberschlesien AG (VBO), dat tot 1945 actief was. Tijdens deze roerige tijden werd echter de omsporing van de tramlijnen naar 1435 mm normaalspoor in beide delen ter hand genomen.

#### Ontwikkelingen in Duits Opper-Silezië
Alle middelen werden in het interbellum aangewend het trambedrijf om te bouwen naar normaalspoor. Het stadsbedrijf in Beuthen/Bytom (SSB) slaagde erin zijn tramsysteem qua lengte te verdrievoudigen.
In 1926 besloot OUB tot de aanschaf van 10 nieuwe motorwagens die echter nog voor smalspoor werden gebouwd. Een jaar later volgde de omsporing zodat de wagens nieuwe trucks moesten krijgen. Een aantal werden er echter, met enkele ‘Walkers’ erbij, aan SK verkocht. Op 17 september 1928 werd de eerste tot normaalspoor omgebouwde lijn (Gliwice – Zabrze) in dienst genomen. Er werd nieuw tweeassig trammaterieel besteld bij de Hansa Waggonfabrik uit Bremen dat bestond uit 22 motorwagens, 27 bijpassende aanhangwagens en 1 werkwagen. In 1928 werd de lijn Zabrze – Poremba tot normaalspoor omgebouwd waarbij er tevens dubbelspoor werd aangelegd. De interlokale lijnen rond Bytom werden tussen 1931 en 1936 omgespoord en in dat laatste jaar was de gehele omsporingsoperatie voltooid. In het centrum van Bytom werd een grote lus gebouwd waarbij het spoorwegstation werd aangesloten op het tramnet. Het Sikorskiplein werd het eindpunt van alle lokale en interlokale tramlijnen en daarmee een van de drukste van het net (tot op heden). Omdat de grensoverschrijdende lijn Katowice – Chorzów – Bytom – Piekary nog smalspoor was, werd deze eerst aangelegd als drieraillige lijn. Omdat deze lijn in 1937 werd opgeheven – de afspraken die in de Geneve-conventie waren gemaakt, waren verlopen – was de derde rail niet meer nodig en was de investering weer tenietgedaan.
Op 5 maart 1931 werd een sneltramdienst tussen Gliwice en Bytom geopend. Deze lijn droeg de letter ‘E’ (van het Duitse Eilzug) en moest in Zabrze (Duits: Hindenburg O.S.) even stoppen om de bestuurder te kunnen laten omlopen. Er was geen directe railverbinding (deze kwam er pas in 2020 voor lijn 2). Er waren onderweg slechts 5 haltes en de reistijd tussen de eindpunten werd met 44 minuten verkort. Deze lijn kreeg luxe motorwagens die door Linke Hoffman Busch in Breslau/Wrocław waren gebouwd. Deze vierassers op twee zware draaistellen vertoonden gelijkenis met de Rotterdamse vierassers. Indien zij niet op de snellijn dienstdeden, reden zij op lijn 5. In 1934 nam het gemeentebestuur van Zabrze het initiatief tot de aanleg van een nieuwe stadstramlijn naar het spoorwegstation in de wijk Mikulczyce. Deze werd in 1936 verlengd naar kolenmijn Guido. Deze nieuwe lijn was eigendom van de Städtische Strassenbahn Hindenburg (SSH) maar de exploitatie was in handen van VBO. VBO exploiteerde in 1937 38,4 kilometer tramlijn en SSB 18,2. Sommige lijnen waren sinds 1926 genummerd:
- 1 Wojtowa Wies – Gliwice (spoorwegstation)
- 2 Trynek – Gliwice (spoorwegstation)
- 3 Mikulczyce – Zabrze – Guido (SSH; exploitatie VBO)
- 4 Gliwice – Zabrze – Zaborze – Poremba (staatsgrens)
- 5 Zabrze – Biskupice – Bobrek – Szombierki – Bytom
- 6 Bytom – Lagiewniki (oost) (staatsgrens)
- 7 Bytom (Pogoda) – Szarlej (staatsgrens)
- 8 Bytom – Szombierki (staatsgrens)
- 9 Bytom – Lagiewniki (staatsgrens)
- E Gliwice – Zabrze – Bytom (snellijn)

SSB lijnen:
- I ZGH Orzel Bialy – Bytom – Karb – Miechówice – Rokitnica – Wieszowa/Helenka
- II Karb – Dąbrowa Miejska

#### Ontwikkelingen in Pools Opper-Silezië

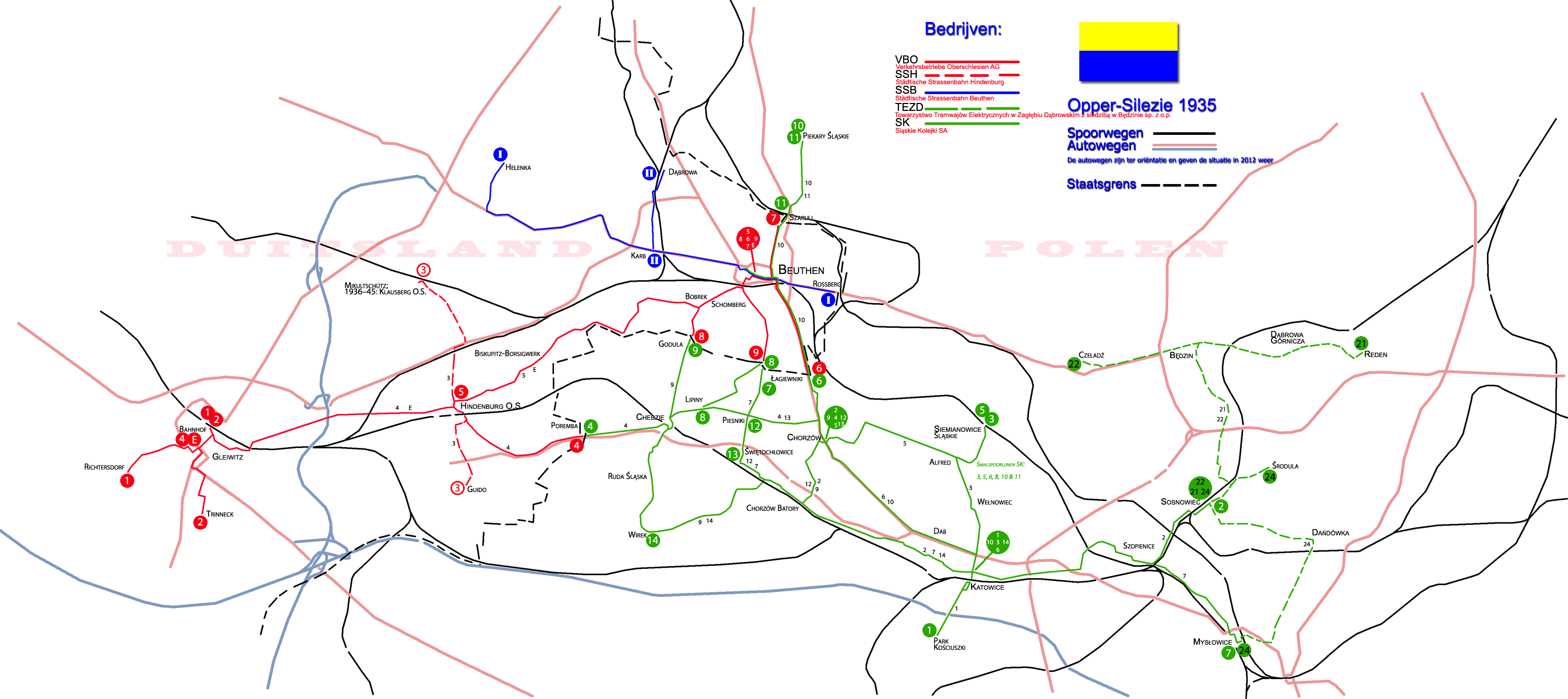
Het gedeelde tramnet met een Duits (westelijk) en Pools (oostelijk) deel. (fout in Sosnowiec: de lijn 24 ging naar Milowice, niet Mysłowice!)

De Schlesische Kleinbahn bouwde in de vooroorlogse periode geen nieuwe lijnen en alle aandacht ging uit naar het ombouwen tot normaalspoor. In 1926 bestonden de volgende (ongenummerde) routes:
- Katowice – Mysłowice
- Katowice – Siemianowice
- Katowice – Zaleze – Chorzów Batory – Świętochłowice – Lagiewniki (staatsgrens)
- Katowice – Dab – Chorzów – Lagiewniki (staatsgrens)
- Katowice – Kosciuszki Park
- Chorzów – Siemianowice
- Chorzów – Lipiny – Chebzie – Ruda Poludniowa (staatsgrens)
- Chorzów – Chorzów Batory
- Chorzów – Wirek – Chebzie – Godula (staatsgrens)
- Lipiny – Chropaczow – Lagiewniki (west) (staatsgrens)
- Piekary Sl. – Szarlej (staatsgrens)
- Piekary Sl. – Szarlej – Bytom – Lagiewniki – Chorzów – Dab – Katowice

In 1928 wijzigde de Schlesische Kleinbahn haar naam in Sląskie Kolejki SA (Silezische Lokale Tramweg). De totale lengte ervan bedroeg 76,8 km. Alle inspanningen waren gericht op de ombouw naar normaalspoor en de verdubbeling van de baan. De eerste omgebouwde lijn was die van Katowice naar Szopienice (op 17 november 1928) en hiervoor werden tegelijkertijd bij Hansa Waggonfabrik 24 tweeassige motorwagens en 9 aanhangwagens besteld. Deze wagens kregen de (voorspelbare) naam ‘Bremers’. Op 11 oktober 1929 werd de enkelsporige omgebouwde lijn Szopienice – Mysłowice heropend en hierna volgde in hoog tempo andere gedeeltes van het tramnet. In 1931 werden de ombouwwerkzaamheden gestaakt. De financiële gevolgen van de wereldcrisis werden voelbaar en de middelen ontbraken de ombouw voort te zetten. Bijna 50% van het net was omgebouwd.
In 1931 kregen de tramlijnen nummers:
- 1 Katowice – Kosciuszki Park (normaalspoor)
- 2 Sosnowiec – Szopienice – Katowice – Chorzów Batory – Chorzów (normaalspoor)
- 3 Katowice – Welnowiec – Siemianowice (smalspoor)
- 4 Chorzów – Piasniki – Chebzie – Ruda Poludniowa (staatsgrens) (smalspoor)
- 5 Chorzów – Chorzów Stary – Siemianowice (smalspoor)
- 6 Katowice – Dab – Chorzów – Lagiewniki (staatsgrens) (smalspoor)
- 7 Mysłowice – Szopienice – Katowice – Chorzów Batory – Świętochłowice – Lagiewniki (staatsgrens)(normaalspoor)
- 8 Lipiny – Chropaczow – Lagiewniki (staatsgrens)(smalspoor)
- 9 Chorzów – Świętochłowice – Wirek + Wirek – Chebzie – Godula (staatsgrens) (normaal- en smalspoor)
- 10 Katowice – Dab – Chorzów – Lagiewniki – Bytom – Szarlej – Piekary Sl. (smalspoor)
- 11 Piekary Sl. – Szarlej (staatsgrens) (smalspoor)
- 12 Chorzów – Chorzów Batory – Świętochłowice – Piasniki (normaalspoor)
- 13 Chorzów – Świętochłowice (normaalspoor)
- 14 Katowice – Chorzów Batory – Wirek (normaalspoor)

Ook werd een nachtlijn Chorzów – Świętochłowice – Chorzów Batory – Katowice – Szopienice – Sosnowiec geopend die ieder uur reed. Het deel tussen Katowice en Sosnowiec werd in mei 1932 weer opgeheven en op deze manier functioneerde deze nachtlijn tot het einde van de Tweede Wereldoorlog. In het midden van de jaren 1930 verkocht VBO enkele smalspoormotorwagens uit 1926 aan SK omdat men in het Poolse gedeelte nog voor de helft smalspoor had en een tekort aan motorwagens. Toen in 1937 de afspraken van de Geneve-conventie verliepen, weigerden de Duitse autoriteiten de passagiers van de grensoverschrijdende tramlijnen 10 en 11 van de Poolse zijde de toegang tot het Duitse gedeelte. Dit leidde tot opheffing van het gedeelte aan Duitse zijde.
In 1938 werd in Chorzów het bedrijf Warsztaty Naprawcze Huty Krolewskiej (Laswerkplaats van de Koninklijke Staalwerken) opgericht die de productie van trams opstartte. Het eerste product waren trams van het type ‘Bremen’ die onder licentie van Hansa gebouwd werden. Een ander tramtype volgde dat de naam ‘Chorzów’ kreeg omdat het het eerste eigen Poolse tramproduct was. Vanwege de slechte economische omstandigheden kon men echter maar 8 wagens afbouwen. Het waren moderne tweeassers met een stalen wagenbak, 4 ramen, pneumatische deuren en een comfortabele zit voor de bestuurder. Ze waren voorzien van een pantograaf als stroomafnemer. (Na de Tweede Wereldoorlog scheidde de lasafdeling zich af van de staalwerken en noemde zich Mostowagon en later Konstal die vanaf 1950 de belangrijkste Poolse trammaterieelbouwer werd.)

## Ontwikkelingen in het Dąbrowa kolengebied
Een aparte ontwikkeling in Opper-Silezië deed zich voor rond de stad Sosnowiec. In oktober 1912 benaderden een groep investeerders uit Łódź het gemeentebestuur met het voorstel in de stad een tramlijn aan te leggen met daarbij tevens een lijn naar de omringde woonkernen. De projecten werden voor het verkrijgen van toestemming naar het Departement van Spoorwegen in St. Petersburg gezonden en dit werd op 29 mei 1914 geaccordeerd. De uitbraak van de Eerste Wereldoorlog gooide roet in het eten: de aanleg kon niet beginnen.
In 1919 probeerde de Warschausche onderneming Siła i Światło SA (Kracht en Licht) het gemeentebestuur van Będzin te overtuigen van de aanleg van een normaalspoornet in die stad. Na drie jaar werd tussen de autoriteiten van Sosnowiec, Będzin, Dąbrowa Górnicza en Czeladz een overeenkomst getekend om een tramsysteem tussen deze kernen aan te leggen. Dit bedrijf heette Towarzystwo Tramwajów Elektrycznych w Zagłębiu Dąbrowskim z siedzibą w Będzinie sp. z o.p. (Maatschappij van Elektrische Tramwegen in het Dąbrowa kolengebied) dat in 1926 de toestemming overdeed aan Tramwajów Elektrycznych w Zagłębiu Dąbrowskim SA (TEZD, Elektrische Tramwegen van het Dąbrowa kolengebied) dat de exploitatie op zich zou gaan nemen. De aanleg begon in 1927 en er werden 14 vierassige motor- en 16 vierassige bijwagens bij de English Electric Company of Preston besteld. De eerste lijn kwam op 18 januari 1928 in bedrijf en deze liep tussen Sosnowiec en Będzin. De lijn werd enkele keren verlengd en er kwamen nog twee lijnen in dienst. In 1931 werden de lijnen genummerd en gingen in de pas lopen met het nummersysteem van het Poolse gedeelte:
- 21 Sosnowiec – Będzin – Dąbrowa – Reden
- 22 Sosnowiec – Będzin – Czeladz
- 23 Sosnowiec – Szopienice

In 1933 startte de aanleg van een vierde lijn, die tussen Milowice en Srodula. Dit werd lijn 24. Lijn 23 was ondertussen opgeheven en opgenomen in lijn 2 van SK. Het totale net van TEZD bedroeg op dat moment 25,5 kilometer. Tijdens de uitbraak van de Tweede Wereldoorlog omvatte alle tramlijnen in totaal 165 kilometer:
- SK – 74
- VBO – 38.4
- TEZD – 25.5
- SSB – 18.2
- SSH – 7.5

Dit totaal exclusief de 50 km lange spoorlijn Trynek – Racibórz.

## De Tweede Wereldoorlog
De uitbraak van de oorlog zorgde voor een onderbreking van de service voor twee dagen maar werd op 6 september 1939 alweer hervat toen de nazi-bezetting een feit was. Het bestuur van de in Polen liggende trambedrijven werd door Duits management overgenomen en werd onder de naam Schlesische Kleinbahn voortgezet. In de loop van de oorlog fuseerde SK met VBO. Ook TEZD kreeg Duitse leidinggevenden. Onmiddellijk was busvervoer – er bestonden enkele lijnen – niet meer mogelijk en bussen werden door de Duitsers voor troepentransporten gevorderd. Al het passagiersvervoer en veel goederenvervoer moest met trams worden uitgevoerd en waar mogelijk werd de frequentie opgevoerd en werden extra bijwagens meegetrokken. Raciale scheiding werd doorgevoerd. Joden moesten aparte trams nemen die ontdaan werden van zitplaatsen. In de praktijk was dit de laatste bijwagen maar slechts om en om werd zo’n bijwagen op de tramlijnen meegevoerd. Leidinggevenden die joods waren werden direct uit hun functie ontheven en afgevoerd.
De bezetters staken veel tijd en moeite in het tot een eenheid smeden van het hele systeem en voltooiden bijna totaal de omsporing naar normaalspoor. In 1941 werden de volgende lijnen al heropend:
- Chorzów – Lagiewniki
- Chorzów – Lipiny – Chebzie – Ruda Poludniowa
- Lipiny – Chropaczow – Lagiewniki
- Katowice – Alfred

Op 1 september 1941 werd een nieuwe sneltramlijn van Katowice naar Bytom via Świętochłowice en Chorzów Batory geopend. Deze lijn kreeg de aanduiding ‘F’ en kon de reistijd met een kwartier, tot 40 minuten, verkorten. De SSB-tramlijnen werden in het nummersysteem opgenomen, lijn I werd 31, II 32 en III 33. Om het systeem kloppend te maken en op elkaar te laten aansluiten werden de SK-lijnen veranderd. In 1943 functioneerden na de aanpassingen de volgende routes:

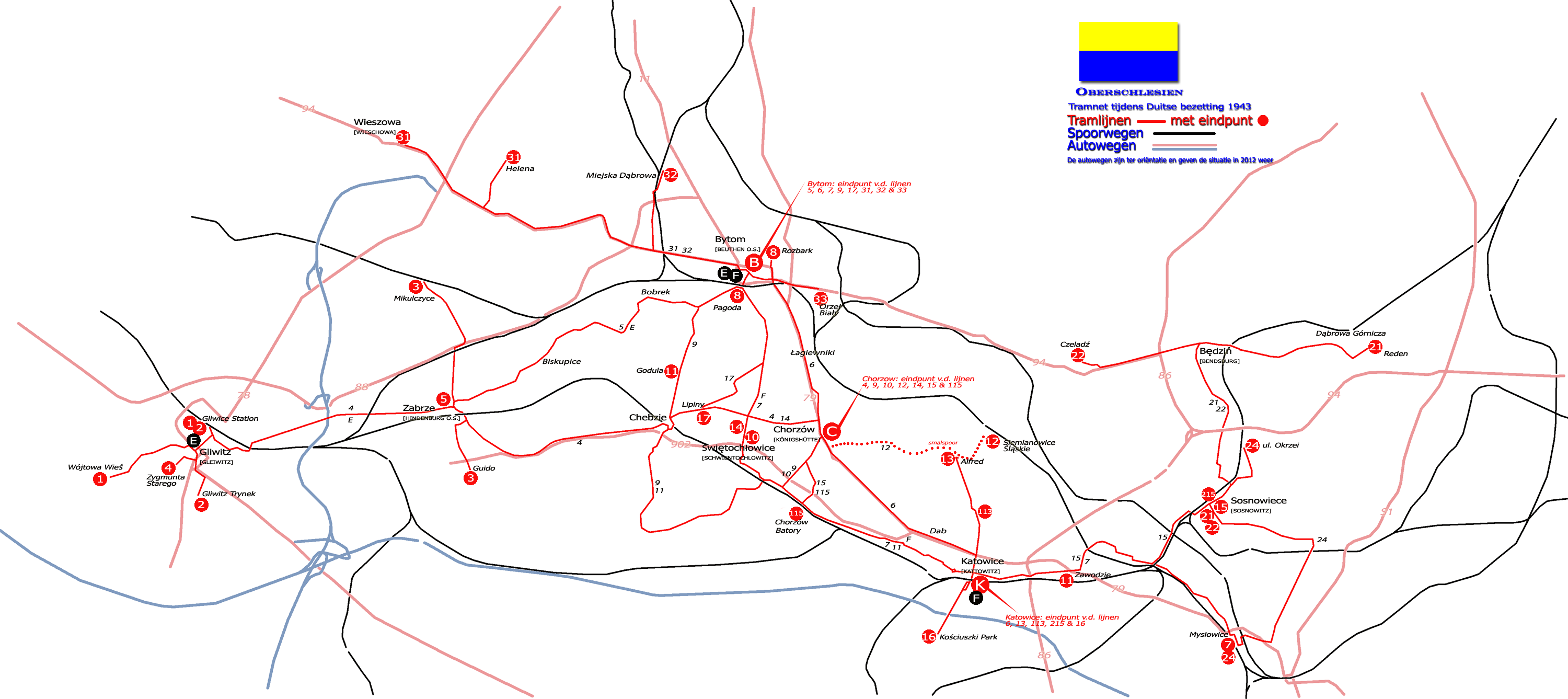
Tramnet van Opper-Silezië tijdens de Duitse bezetting, 1943.

- 1 Gliwice (spoorwegstation) – Wojtowa Wies
- 2 Gliwice (spoorwegstation) – Trynek
- 3 Mikulczyce – Zabrze – Guido
- 4 Gliwice (Zygmunta Starego straat) – Zabrze – Poremba – Chebzie – Lipiny – Piasniki – Chorzów
- 5 Zabrze – Biskupice – Bobrek – Bytom
- 6 Katowice – Dab – Chorzów – Lagiewniki – Bytom
- 7 Mysłowice – Szopienice – Zawodzie – Katowice – Zaleze – Chorzów Batory – Świętochłowice – Piasniki – Lagiewniki – Bytom
- 8 Bytom Pogoda – Rozbark
- 9 Chorzów – Świętochłowice – Wirek + Wirek – Nowy Bytom – Chebzie – Godula + Szombierki – Bytom
- 10 Chorzów – Świętochłowice
- 11 Zawodzie – Katowice – Zaleze – Chorzów Batory – Wirek + Wirek – Chebzie – Godula
- 12 Chorzów – Chorzów Stary – Alfred – Siemianowice Sl. (smalspoor)
- 13 Katowice – Welnowiec – Alfred
- 113 Katowice – Welnowiec
- 14 Chorzów – Chorzów Batory – Świętochłowice
- 15 Chorzów – Chorzów Batory – Zaleze – Katowice – Zawodzie – Szopienice – Sosnowiec
- 115 Chorzów – Chorzów Batory
- 215 Katowice – Zawodzie – Szopienice – Sosnowiec
- 16 Katowice – Kosciuszki Park
- 17 Bytom – Lagiewniki – Chropaczow – Lipiny
- 21 Sosnowiec – Będzin – Dąbrowa Górnicza – Reden
- 22 Sosnowiec – Będzin – Czeladz
- 24 Milowice – Sosnowiec – Okrzei Str.
- 31 Bytom – Karb – Miechówice – Rokitnica – Wieszowa/Helenka
- 32 Bytom – Karb – Dąbrowa Miejska
- 33 Bytom (remise) – Pogoda – Orzel Bialy
- E Gliwice – Zabrze – Bytom
- F Katowice – Chorzów Batory – Świętochłowice – Bytom

De omsporing was de laatste investering gedurende de oorlog. Reparaties aan trams werden bijna niet meer uitgevoerd en er stroomden bijna 150 trams uit verschillende landen in. Deze waren bv. in Nederland geconfisqueerd. In 1942 kreeg het bedrijf ook overtollig materieel uit Neurenberg. In 1944 stroomden zgn. Kriegstrassenbahnwagen (KSW) van de Heidelbergse Uerdingen-fabriek in. In totaal betrof het 10 motor- en 9 bijwagens. Na de oorlog werd dit type door Konstal gebruikt om het eerste naoorlogse Poolse tramproduct op de markt te brengen: het N type. In 1944 werden de snellijnen E en F opgeheven.
Tijdens de invallen van de Russische troepen werd het tramverkeer onmogelijk. Alle bovenleiding werd bv. door Russische tanks kapotgeschoten en alle masten werden omvergereden.

## Periode na 1945
De bevrijding door Poolse en Russische troepen vond in Katowice op 27 januari 1945 plaats. Op 3 februari werd het tramvervoer in Katowice op bescheiden schaal hervat. In Gliwice, Zabrze en Bytom was dit op 19 maart. Slechts de helft van het trammaterieel kon op de baan worden gebracht en de frequentie was zeer laag. Eén tram per 3 uur was normaal en dit leidde tot een enorme toeloop op het weinige dat reed. In juli 1945 werd het hele bedrijf overgenomen door Koleje Elektryczne Zagłębia Śląsko-Dąbrowskiego (KEZDS – Elektrische trams in Silezië-Dąbrowa) dat onder het ministerie van Vervoer in Warschau viel. Tot 1948 was het management van dit bedrijf militair en in dat jaar – 18 november – werd KEZDS omgevormd tot één bedrijf: Śląsko-Dąbrowskie Linie Komunikacyjne (SDLK, Silezische-Dabrowiaans Transportbedrijf). In 1946 werd een snellijn geopend tussen Gliwice en Katowice via Zabrze, Chebzie, Piasniki, Świętochłowice, Chorzów Batory en Zaleze. Hiervoor werden de luxe motorwagens die voorheen op lijn E in dienst waren, ingezet. Deze trams waren echter zeer slecht de oorlog doorgekomen en moesten feitelijk gerepareerd worden. Omdat vele trams met technische mankementen uitvielen werd de snellijn in 1948 alweer opgeheven. Deze luxe trams zijn vermoedelijk in het midden van de jaren 1950 gesloopt. Wel slaagde men erin bijna alle nog niet omgespoorde tramlijnen uiteindelijk naar normaalspoor te verbouwen en kwamen in 1947 al enkele nieuwe lijnen of verlengingen in gebruik:
- Kosciuszki Park – Brynow (18 september 1947)
- Helenka – Stolarzowice (22 juli 1949)
- Szarlej – Piekary Śląskie (21 december 1949)

De nieuwe socialistisch-communistische doctrine ging ervan uit dat er geen onafhankelijke gemeentelijke transportbedrijven mochten zijn en aldus kwam het transportbedrijf onder staatscontrole. Op 27 februari 1951 werd de Wojewódzkie Przedsiębiorstwo Komunikacyjne (WPK, Regionaal Transportbedrijf) opgericht dat tot 1991 het openbaar vervoer in Opper-Silezië uitvoerde. In 1951 werd de laatste smalspoorlijn (Chorzów – Chorzów Stary – Alfred) gedeeltelijk tot normaalspoor omgebouwd en gedeeltelijk opgeheven. In 1950 werden meerdere uitbreidingen gerealiseerd. In 1955 bereikte het tramnet een grootte van 205 km.
In januari 1951 bestond het net uit de volgende lijnen:
- 1 Gliwice Zygmunta Starego Str. – Zabrze – Zaborze
- 2 Trynek – Gliwice – Zabrze – Zaborze
- 3 Mikulczyce – Zabrze – Guido – Makoszowy
- 4 Wojtowa Wies – Gliwice – Zabrze – Zaborze – Chebzie – Lipiny – Piasniki – Chorzów
- 5 Zabrze – Biskupice – Bobrek – Bytom
- 6 Katowice – Dab – Chorzów – Lagiewniki – Bytom
- 7 Mysłowice – Szopienice – Zawodzie – Katowice – Zaleze – Chorzów Batory – Świętochłowice – Piasniki – Lagiewniki – Bytom
- 8 Bytom (Pogoda) – Szarlej – Piekary Sl.
- 9 Bytom – Godula – Chebzie – Wirek – Świętochłowice – Chorzów
- 10 Chorzów – Świętochłowice – Zgoda
- 11 Katowice – Zaleze – Chorzów Batory – Świętochłowice – Wirek – Chebzie – Godula – Bytom
- 12 Chorzów Stary – Alfred
- 13 Katowice – Welnowiec – Alfred – Siemianowice Sl.
- 14 Chorzów – Chorzów Batory
- 15 Chorzów – Chorzów Batory – Zaleze – Katowice – Zawodzie – Szopienice – Sosnowiec
- 16 Katowice – Kosciuszki Park – Brynow
- 116 Katowice – Kosciuszki Park
- 17 Lagiewniki – Chropaczow – Lipiny
- 21 Sosnowiec – Będzin – Dąbrowa Górnicza – Reden
- 22 Sosnowiec – Będzin – Czeladz
- 24 Milowice – Sosnowiec – Okrzei Street
- 25 Będzin – Grodziec
- 26 Sosnowiec – Dandowka – Niwka – Mysłowice
- 27 Sosnowiec – Dandowka – Klimontow
- 31 Bytom – Karb – Miechówice – Rokitnica – Wieszowa
- 32 Bytom – Karb – Miechówice – Rokitnica – Helenka – Stolarzowice
- 33 Bytom – Karb – Miechówice – Rokitnica – Mikulczyce
- 34 Karb – Dąbrowa Miejska
- 35 Bytom (remise) – ZGH Orzel Bialy – Brzeziny Sl.
- PB Rokitnica – Mikulczyce – Zabrze – Guido (een lijn die om de 2 uur reed waarbij PB voor ‘rechtstreekse verbinding’ stond)

In 1955 functioneerde ook nog 18 nachtlijnen die voornamelijk voor de werknemers van de kolenmijnen waren ingesteld. De frequentie werd echter niet aan het algemene publiek geopenbaard.
Vanaf 1948 startte Konstal de productie van N en ND-trams. Deze van oorsprong Duitse KSW-wagens waren simpel geconstrueerde tweeassige trams met een lengte van 11,5 meter. Twee wijde deuren en slechts één zitplaats per raamkant zorgde ervoor dat 83 personen konden worden vervoerd. Tot 1956 werden 130 N-motor- en 100 ND-bijwagens afgeleverd waarna een variatie op het type (4N en 4ND gedoopt) tot 1962 nog eens 48 motor- en 58 bijwagens opleverde. In de winter van 1945/6 bezat het bedrijf 386 trams in 17 types wat zeer arbeidsintensief qua onderhoud was. Het uitwisselen van onderdelen was niet mogelijk en er werd vol ingestoken op het rationaliseren van het materieelbestand en het terugbrengen van het aantal types. Op 30 april 1958 bezat het bedrijf 545 trams (287 motor- en 258 bijwagens) van 6 types: Konstal N/4N, Bremen, English Electric, LHB (SSB), Chorzów en KSW. 69% daarvan werd door de N/4N-types ingenomen. Dit tramtype – waar er voor alle Poolse trambedrijven samen zo’n 3000 zijn gebouwd – werd in Opper-Silezië in de jaren 1980 uit dienst genomen op één uitzondering na. Op lijn 38, de korte lijn door Piekarska straat in Bytom, wordt nog steeds met deze trams uitgevoerd. In de jaren 1950 werden enkele netuitbreidingen gerealiseerd:
- Verlenging van de lijn Będzin – Grodziec naar Zychcice via Wojkowice
- De lijn Bytom – Brzeziny Śląskie werd naar Dabrowka Wielka verlengd
- Tussen 1958 en 1959 werd Ruda op het tramnet heraangesloten, sinds 1907 was dit niet meer het geval geweest
- De lijn Dandowka – Klimontow werd in 1959 en 1960 verlengd naar Porabka en Kazimierz
- In het centrum van Bytom werd een geheel nieuwe lijnvoering aangelegd. Dit betekende dat lijn 35 (38) ingekort werd tot een aanvoerlijn over Piekarska straat.

In totaal had het bedrijf aan het eind van 1959 een omvang van 220 kilometer spoor.
In 1959 startte Konstal de productie van een PCC-carachtige tram op: het type 13N. Dit waren in feite kopieën van de Tsjechische Tatra T1 tram. Konstal testte deze nieuwe trams – die feitelijk alleen bedoeld waren voor Warschau – in Opper-Silezië. Uiteindelijk bleven 6 van deze trams achter en deden op het net dienst.

## Modernisatie vanaf 1960
De modernisatie hield veelal in dat vele eindpuntlussen werden aangelegd omdat het nieuwe trammaterieel eenrichtingstrams zouden worden. Dit geschiedde in Chorzów, Bezin en Sosnowiec. Ook werd hier en daar aan spoorverdubbeling gedaan. Het grote stadion in Katowice, het Stadion Śląski, werd in 1956 aangesloten op het tramnet.
In 1967 werd radiocommunicatie tussen tram en centrale mogelijk en vanaf 1968 werden stempelautomaten geïntroduceerd zodat er steeds meer lijnen kwamen zonder conducteurs.
In 1967 introduceerde men lijnen met een toevoeging ‘bis’ wat betekende dat deze als kortere versterkingslijn van de hoofdlijn fungeerde en zag het tramnet er als volgt uit:
- 0 Katowice – Dab – Stadion Śląski (halve ringlijn)
- 1 Gliwice Zygmunta Starego – Zabrze – Zaborze – Ruda Poludniowa
- 2 Trynek – Gliwice Towarowa
- 3 Mikulczyce – Zabrze – Makoszowy
- 3 bis Zabrze – Makoszowy
- 4 Wojtowa Wies – Gliwice – Zabrze – Zaborze
- 4 bis Gliwice Puszkina – Gliwice Dworzec PKP (spoorwegstation)
- 5 Zabrze – Biskupice – Bobrek – Szombierki – Bytom
- 5 bis Zabrze – Biskupice
- 6 Bytom – Pogoda – Lagiewniki – Chorzów – Dab – Katowice
- 7 Bytom – Lagiewniki – Piasniki – Świętochłowice – Chorzów Batory – Zaleze – Katowice – Zawodzie
- 8 Piekary Sl. – Szarlej – Bytom (Pogoda) – Brzeziny Sl. – Dabrowka Wielka
- 9 Bytom – Szombierki – Godula – Chebzie – Wirek – Świętochłowice – Chorzów
- 10 Chorzów – Świętochłowice – Zgoda
- 11 Katowice – Dab – Chorzów – Piasniki – Lipiny – Chebzie – Ruda Poludniowa
- 12 Chorzów – Chorzów Stary – Siemianowice Sl.
- 12 bis Chorzów – Chorzów Stary
- 13 Katowice – Welnowiec – Siemianowice Sl.
- 13 bis Katowice – Welnowiec
- 14 Chorzów – Chorzów Batory – Zaleze – Katowice – Zawodzie – Szopienice – Mysłowice
- 14 bis Chorzów – Chorzów Batory (remise)
- 15 Chorzów – Chorzów Batory – Zaleze – Katowice – Zawodzie – Szopienice – Sosnowiec
- 15 bis Chorzów – Chorzów Batory – Zaleze – Katowice – Zawodzie
- 16 Katowice (Sloneczna) – Kosciuszki Park – Brynow
- 16 bis Katowice (Sloneczna) – Kosciuszki Park
- 17 Lagiewniki – Chropaczow – Lipiny
- 17 bis Lagiewniki – Chropaczow
- 18 Ruda Poludniowa – Ruda – Bobrek – Szombierki – Bytom
- 18 bis Ruda Poludniowa – Ruda
- 19 Bytom – Kopalnia Bytom ('Bytom' kolenmijn, deze lijn werd in 1968 geopend)
- 21 Sosnowiec – Pogon – Będzin – Dąbrowa Górnicza – Reden
- 21 bis Sosnowiec – Pogon Zeromskiego
- 22 Będzin – Czeladz
- 24 Milowice – Sosnowiec – Okrzei
- 25 Będzin – Grodziec – Wojkowice – Zychcice
- 26 Sosnowiec Koscielna – Dandowka – Niwka – Mysłowice
- 27 Sosnowiec Koscielna – Dandowka – Klimontow – Kazimierz
- 31 Bytom Pokoju – Karb – Miechówice – Rokitnica – Wieszowa
- 32 Bytom Pokoju – Karb – Miechówice – Rokitnica – Helenka – Stolarzowice
- 32 bis Rokitnica – Helenka – Stolarzowice
- 33 Bytom Pokoju – Karb – Miechówice – Rokitnica – Mikulczyce
- 34 Karb – Dąbrowa Miejska
- 35 Bytom Piekarska

Na enkele experimenten met nieuwe Konstal trams, de types 13NS, 14N en de enkelgelede 15N, werd gekozen voor het type 102N(a). Deze tram was de eerste aan de lopende band te produceren enkelgelede eenrichtingstram speciaal voor Opper-Silezië. De nieuwe trams hadden een carrosserie die gebaseerd was op de Konstal 13N. Het elektrisch gedeelte maakte geen gebruik van PCC-technologieën. 102N waren trams waarbij de schuine voorruit van de bestuurder af werd gebouwd waardoor ’s avonds reflectie op de ruit ontstond die de bestuurder hinderde. In plaats van de baan zag hij het interieur van de tram. Het type 102Na kreeg een voorruit andersom – universeel het meest gebruikte – waardoor de reflectie over was. Het type 102Na kon geen aanhangwagens trekken maar wel konden meerdere wagens worden gekoppeld. In de praktijk koppelde men er maximaal twee aan elkaar. Het middelste draaistel was een loopdraaistel zonder motoren; de kracht van de 4 motoren was ontoereikend voor het gewicht van de trams (leeg 26 ton) en nog ontoereikender als de geplande 190 reizigers aan boord waren. De acceleratie en topsnelheid bleven daardoor sterk achter bij bv. de in Duitsland in dezelfde tijd ontwikkelde Düwag-Eenheidswagens. Ten opzichte van het sterk verouderde type N/4N was het echter een enorme vooruitgang. In totaal werden 149 type 102 in dienst genomen: 20 102N’s en 129 102Na’s. In 1994 werden de eerste uit dienst genomen en in 2011 deden nog ongeveer 25 trams van het type 102Na in Chorzów en Katowice dienst. De introductie van de eenrichtingstram betekende dat overal waar deze werden ingezet, eindpuntlussen moesten worden gebouwd maar dat de lucratieve tussendiensten – de ‘bis’-lijnen – vanaf midden jaren 1970 niet konden worden gehandhaafd. Dit betekende dat iedere lijn in haar geheel werd geëxploiteerd waar qua passagiersaantallen geen behoefte aan was. Doordat de exploitatiekosten daardoor toenamen, was het onmogelijk verder te investeren in spoorverdubbeling en het aanleggen van vrije banen. Alle financiële middelen gingen naar het aanleggen van eindpuntlussen. In januari 1975 omvatte het net de volgende lijnen:

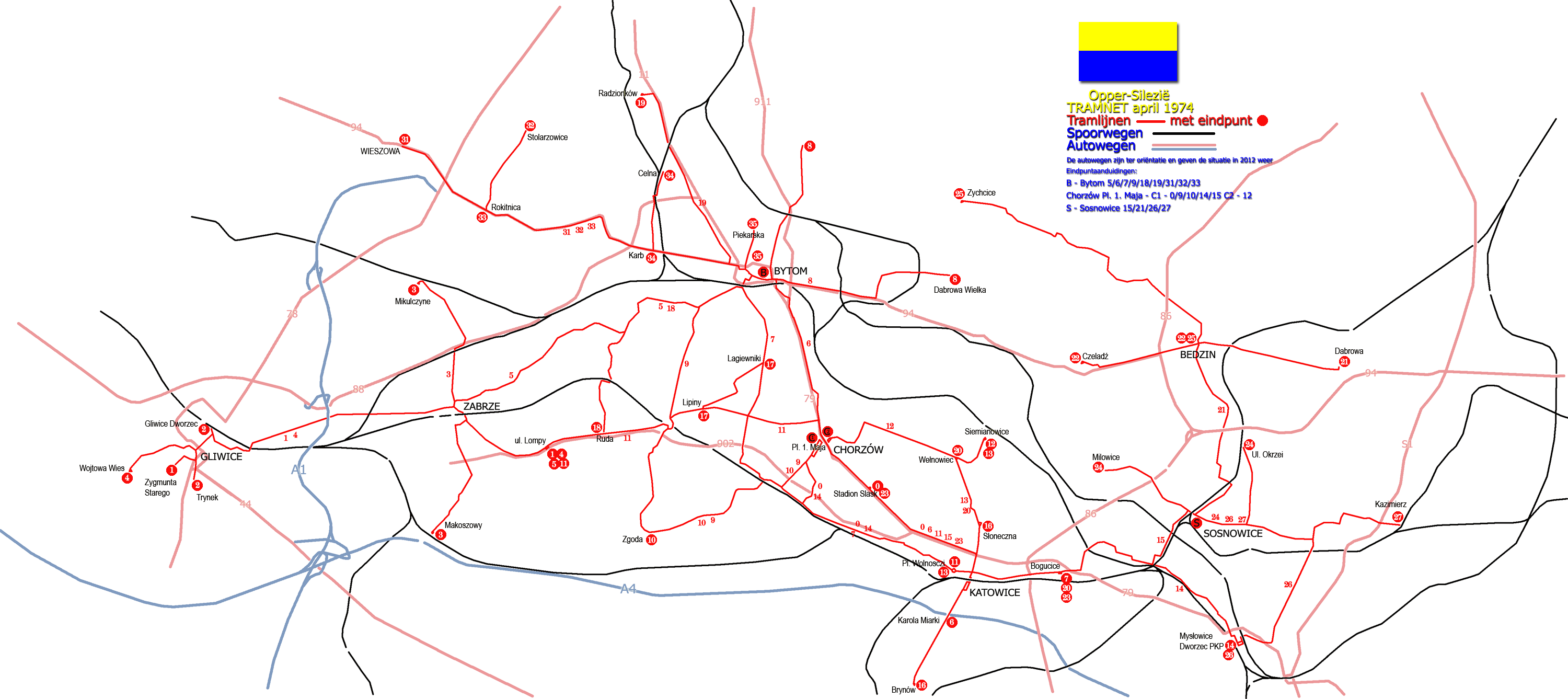
Tramnet in Opper-Silezië in 1974

- 0 Chorzów – Chorzów Batory – Zaleze – Katowice – Dab – Stadion Slaski
- 1 Gliwice Zygmunta Starego – Zabrze – Zaborze
- 2 Trynek – Gliwice Dworzec PKP (spoorwegstation)
- 3 Mikulczyce – Zabrze – Makoszowy
- 3 bis Mikulczyce – Zabrze – Makoszowy
- 4 Wojtowa Wies – Gliwice – Zabrze – Zaborze
- 4 bis Gliwice Puszkina – Gliwice Dworzec PKP (spoorwegstation)
- 5 Zabrze – Biskupice – Bobrek – Bytom
- 6 Bytom – Pogoda – Lagiewniki – Chorzów – Dab – Katowice (Miarki)
- 7 Bytom – Lagiewniki – Piasniki – Świętochłowice – Chorzów Batory – Zaleze – Katowice – Zawodzie
- 8 Piekary Sl. – Szarlej – Bytom (Pogoda) – Brzeziny Sl. – Dabrowka Wielka
- 9 Bytom – Szombierki – Godula – Chebzie – Wirek – Świętochłowice – Chorzów
- 10 Chorzów – Świętochłowice – Zgoda
- 11 Katowice – Dab – Chorzów – Piasniki – Lipiny – Chebzie – Ruda Poludniowa – Zaborze
- 11 bis Stadion Slaski – Chorzów – Szarlociniec (bij Piasniki)
- 12 Chorzów – Chorzów Stary – Alfred – Siemianowice Sl.
- 12 bis Chorzów – Chorzów Stary
- 13 Katowice – Welnowiec – Alfred – Siemianowice Sl.
- 13 bis Katowice – Welnowiec – Alfred
- 14 Chorzów – Chorzów Batory – Zaleze – Katowice – Zawodzie – Szopienice – Mysłowice
- 15 Chorzów – Chorzów Batory – Zaleze – Katowice – Zawodzie – Szopienice – Sosnowiec
- 15 bis Katowice – Zawodzie
- 16 Katowice (Sloneczna) – Kosciuszki Park – Brynow
- 16 bis Katowice (Sloneczna) – Kosciuszki Park
- 17 Lagiewniki – Chropaczow – Lipiny
- 17 bis Lagiewniki – Chropaczow
- 18 Ruda Poludniowa – Ruda – Bobrek – Bytom
- 19 Bytom – Stroszek
- 20 Zawodzie – Katowice – Welnowiec – Alfred
- 21 Sosnowiec – Pogon – Będzin – Dąbrowa Górnicza – Huta Katowice
- 21 bis Sosnowiec – Pogon Zeromskiego
- 22 Będzin – Czeladz
- 23 Stadion Slaski – Dab – Katowice – Zawodzie
- 24 Milowice – Sosnowiec – Okrzei
- 24 bis Sosnowiec Wilcza – Sosnowiec Dworzec PKP (spoorwegstation)
- 25 Będzin – Grodziec – Wojkowice – Zychcice
- 26 Sosnowiec – Dandowka – Niwka – Modrzejow – Mysłowice
- 27 Sosnowiec – Dandowka – Klimontow – Kazimierz
- 27 bis Sosnowiec – Dandowka – Klimontow – Kazimierz
- 31 Bytom – Karb – Miechówice – Rokitnica – Wieszowa
- 32 Bytom – Karb – Miechówice – Rokitnica – Helenka – Stolarzowice
- 32 bis Rokitnica – Helenka – Stolarzowice
- 33 Bytom – Karb – Miechówice – Rokitnica
- 34 Karb – Dąbrowa Miejska
- 35 Bytom Piekarska

In Dąbrowa Górnicza werd halverwege de jaren 1970 een enorme staalfabriek gebouwd die Huta Katowice (Staalwerken Katowice) werd genoemd. De wegen naar de nieuwe fabriek werden sterk verbreed en de enige tramlijn die erheen liep werd dubbelsporig. De toeloop op de tramlijn die naar de staalwerken liep – 21 bis – was zo enorm dat zij het vervoer niet aankon. Dit probleem kon echter door de zeer krappe materieelpositie en het (toen al) slechte onderhoud, niet worden opgelost. Eind jaren 1970 waren er ook enkele stilleggingen. De lijn naar Trynek in Gliwice (2) werd ingekort en lijn 35 in Bytom werd in 1979 opgeheven. De rails van deze laatste lijn kon niet worden weggehaald omdat het de route naar de remise was.(Nu is daar géén remise meer) In 1982 werd deze lijn, onder het nummer 38, weer geopend; een burgerprotest zorgde hier in positieve zin voor. Aan het einde van 1982 bereikte het net zijn grootste lengte van 235 kilometer.
Omdat een spoorwegviaduct tussen Bytom en Karb in zeer slechte conditie was, werden in 1983 de lijnen 32 en 33 tijdelijk opgeheven en lijn 31 ingekort. De constructie van een nieuw viaduct duurde meer dan 10 jaar. Op het moment dat de tramlijnen weer in dienst konden komen moesten de rails worden vernieuwd – ze waren ondertussen ernstig verzakt – maar hiervoor ontbrak het geld. De lijnen werden nu definitief opgeheven en als klap op de vuurpijl werd de spoorlijn enkele jaren later stilgelegd.(nu rijden er weer treinen) In 1986 werden 2 lijnen in Gliwice die met N/4N trams reden tijdelijk opgeheven, lijn 2 naar Trynek en lijn 1 Gliwice Zygmunta Starego – Zabrze – Zaborze. Het voornemen was deze lijnen weer in dienst te nemen met nieuwe tweerichtingstrams omdat er geen eindpuntlussen waren. Helaas ontbraken de fondsen hiervoor en de lijnen werden in 1994 opgebroken.
Al in het midden van de jaren 70 introduceerde Konstal een nieuw type tram, het type 105N. In feite was het een type 13N met een nieuwe carrosserie met PCC-basistechnieken. Het werd de populairste tram in Polen. Ze was 14,5 meter lang, had 4 grote deuren, waarbij twee deuren zeer dicht bij elkaar in het midden van de wagen, 2 trucks en een capaciteit van 125 passagiers. Ze was in staat 70 km per uur te halen omdat ze nu wel voldoende sterk was gemotoriseerd. Het was mogelijk maximaal 3 van deze trams aan elkaar te koppelen waarbij de achterste wagens dan zonder stroomafnemer tegen de draad reden. (In tegenstelling tot de gekoppelde PCC’s in de Verenigde Staten, Toronto of in Den Haag.) Dit tramtype onderging vele modelwijzigingen en is als 105N2k-2000 nog steeds verkrijgbaar. In totaal produceerde Konstal 980 (type 105N) van deze trams waarvan er in Opper-Silezië 264 in dienst kwamen. In 1979 werd de elektronica van het type verbeterd en dit werd type 105Na. Hiervan kwamen er tussen 1980 en 1989 218 in dienst (op een totale productie van 1443). Dit betekende dat afscheid genomen kon worden van de N-trams. De een-na-laatste trams van het type N reden op lijn 31; alleen lijn 38 had er nog enkele maar de frequentie op die lijn is zo laag en de lijn is zo kort dat met één dienstwagen kan worden volstaan. In 1985 verhuisde het hoofdkantoor van WPK Katowice naar Wita Stwoszstraat in Katowice en exploiteerde op dat moment 700 buslijnen, 40 tramlijnen en een proefbedrijf van 4 trolleybuslijnen in Tychy. Er werden per jaar 336.000.000 passagiers vervoerd. In 1986 bestonden de tramlijnen (208 km) uit:
- 0 Stadion Slaski – Dab – Katowice – Kosciuszki Park – Brynow
- 1 Gliwice Trynek – Gliwice Dworcowa – Gliwice Zygmunta Starego
- 3 Mikulczyce – Zabrze – Makoszowy
- 3 bis Zabrze – Makoszowy
- 4 Wojtowa Wies – Gliwice – Zabrze – Zaborze
- 5 Zabrze – Biskupice – Bobrek – Bytom
- 6 Bytom – Pogoda – Lagiewniki – Chorzów – Dab – Katowice – Brynow
- 7 Bytom – Lagiewniki – Piasniki – Świętochłowice – Chorzów Batory – Zaleze – Katowice – Zawodzie
- 8 Bytom – Pogoda – Brzeziny Sl. – Dabrowka Wielka
- 9 Bytom – Szombierki – Godula – Chebzie – Wirek – Świętochłowice – Chorzów
- 11 Katowice – Dab – Chorzów – Piasniki – Lipiny – Chebzie
- 12 Chorzów – Chorzów Stary – Alfred – Siemianowice Sl.
- 13 Katowice – Welnowiec – Alfred – Siemianowice Sl.
- 14 Alfred – Welnowiec – Katowice – Zawodzie – Szopienice – Mysłowice
- 15 Katowice – Zawodzie – Szopienice – Sosnowiec – Zagórze
- 16 Katowice (Sloneczna) – Kosciuszki Park – Brynow
- 17 Lagiewniki – Chropaczow – Lipiny
- 18 Chebzie – Ruda Poludniowa – Ruda – Bobrek – Bytom
- 19 Bytom – Stroszek
- 21 Milowice – Sosnowiec – Pogon – Będzin – Kopalnia Paryz – Dąbrowa Górnicza – Huta Katowice
- 21 bis Kopalnia Paryz – Dąbrowa Górnicza – Huta Katowice
- 22 Czeladz – Będzin – Kopalnia Paryz – Dąbrowa Górnicza – Huta Katowice
- 23 Stadion Slaski – Dab – Katowice – Zawodzie – Szopienice
- 24 Sosnowiec – Okrzei
- 25 Kopalnia Paryz – Będzin – Grodziec – Wojkowice – Zychcice
- 26 Sosnowiec – Dandowka – Niwka – Modrzejow – Mysłowice
- 27 Pogon – Sosnowiec – Dandowka – Klimontow – Kazimierz
- 28 Kopalnia Paryz – Będzin (remise)
- 29 Biskupice – Zabrze – Zaborze – Ruda Poludniowa – Chebzie
- 30 Bytom – Bobrek – Biskupice
- 31 Bytom – Luzycka straat
- 35 Sosnowiec Koscielna – Pogon – Będzin (depot)
- 37 Chorzów – Chorzów Batory – Zaleze – Katowice – Zawodzie – Szopienice
- 38 Bytom Piekarska
- 39 Bytom – Lagiewniki – Piasniki – Świętochłowice – Chorzów
- 40 Chorzów – Chorzów Batory – Zaleze – Katowice – Zawodzie
- 41 Bytom – Pogoda – Lagiewniki – Chorzów – Dab – Katowice

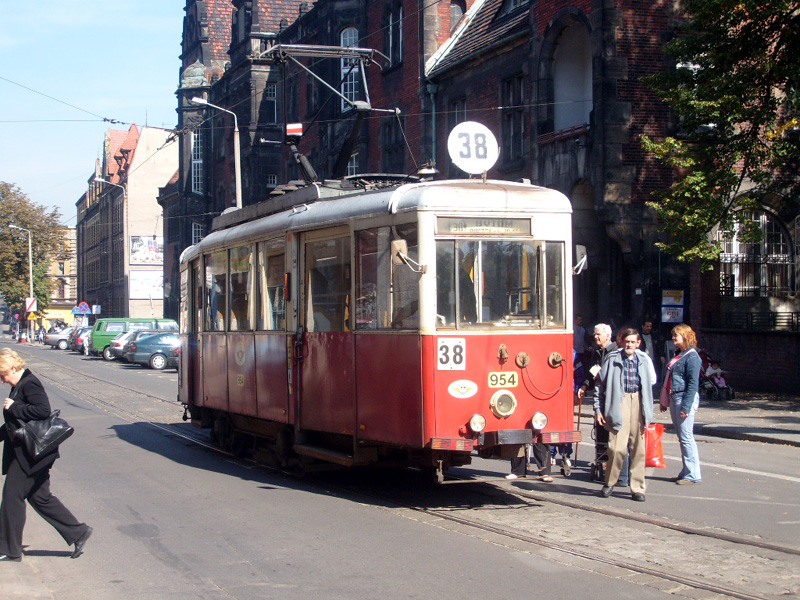
N type trams worden nog ingezet op lijn 38, een korte lijn met 4 haltes die het noordelijk deel van Bytom bedient.
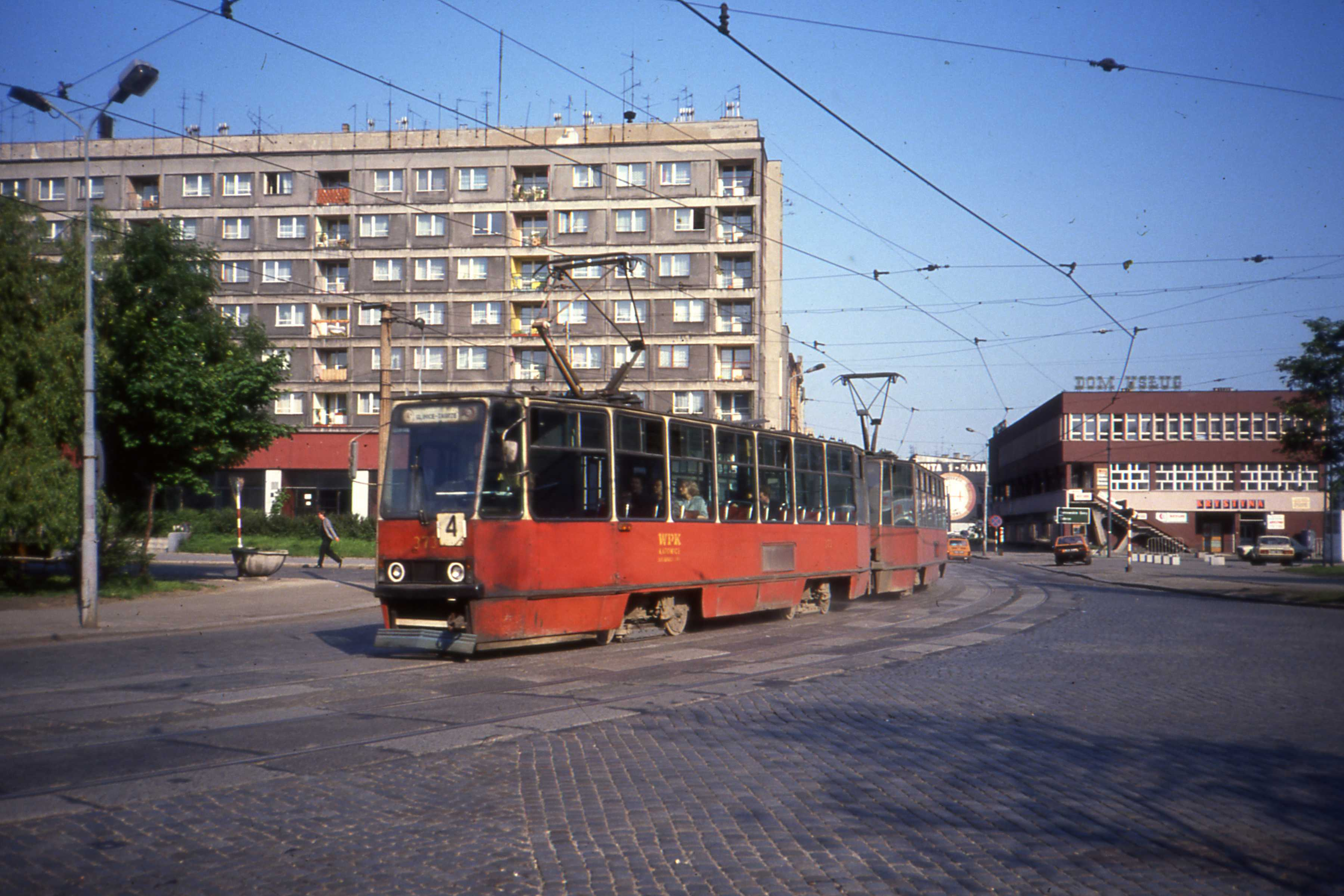
Twee gekoppeld Konstal 105N trams bij Gliwice op lijn 4 uit de richting Zabrze. Op 1 september 2009 werden de tramlijnen 1 en 4 hier opgeheven, waardoor Gliwice tramloos werd.
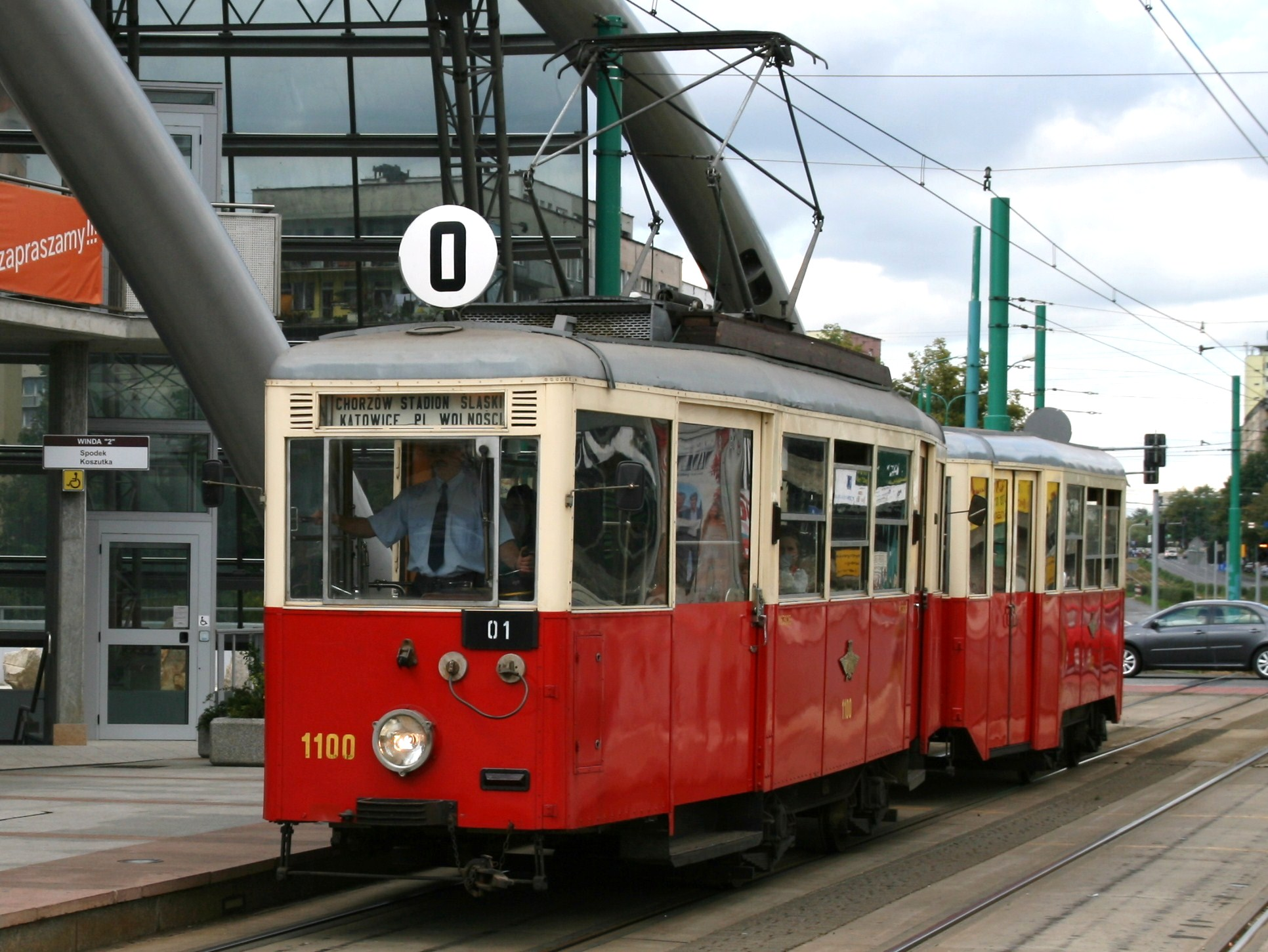
Tramstel bestaand uit een N-motor- en bijwagen op de toeristische lijn 0 in Katowice.
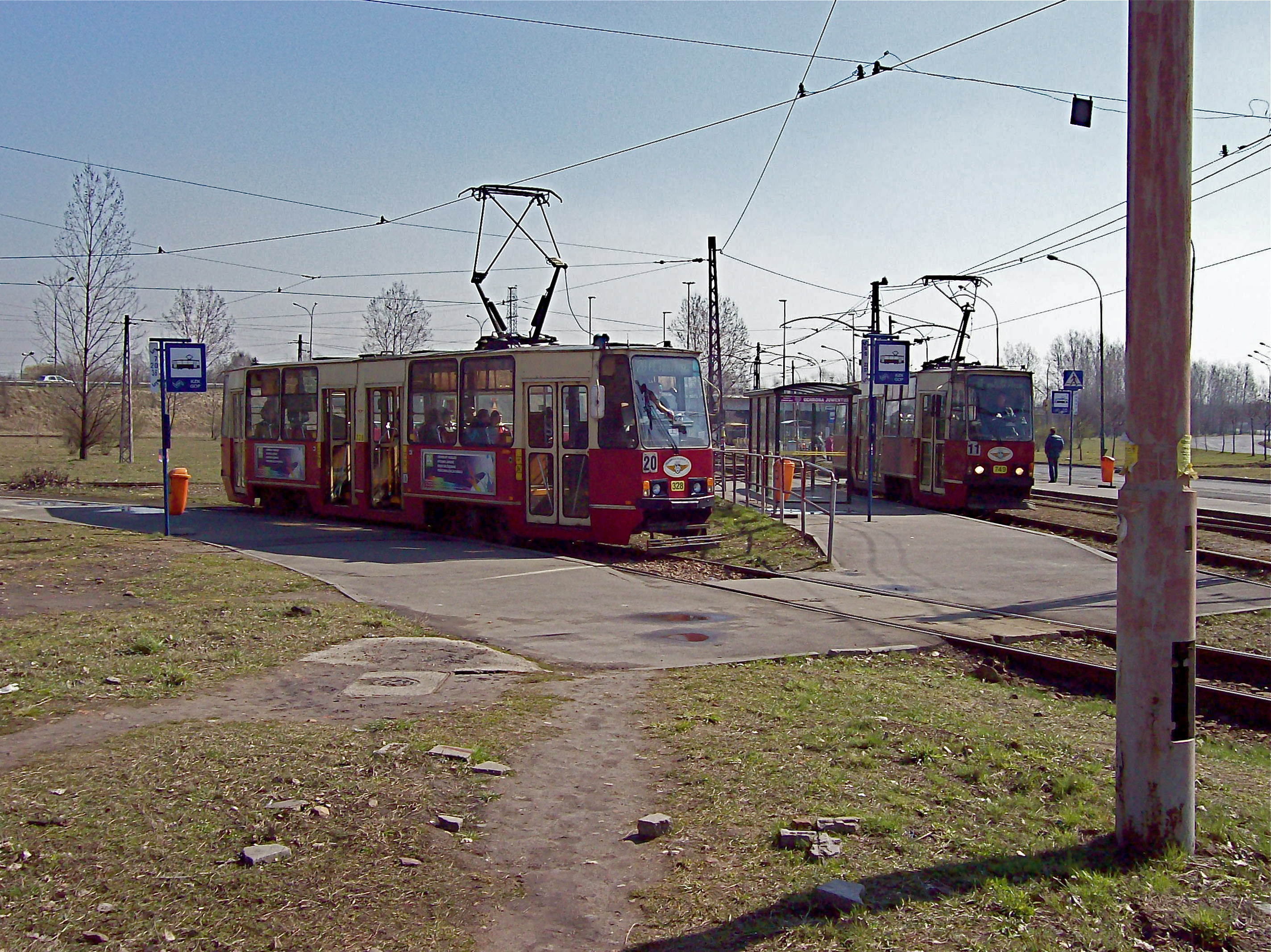
Niet-gemoderniseerde Konstal 105N-trams aan het eindpunt van de lijnen 11 en 20 in 2008.
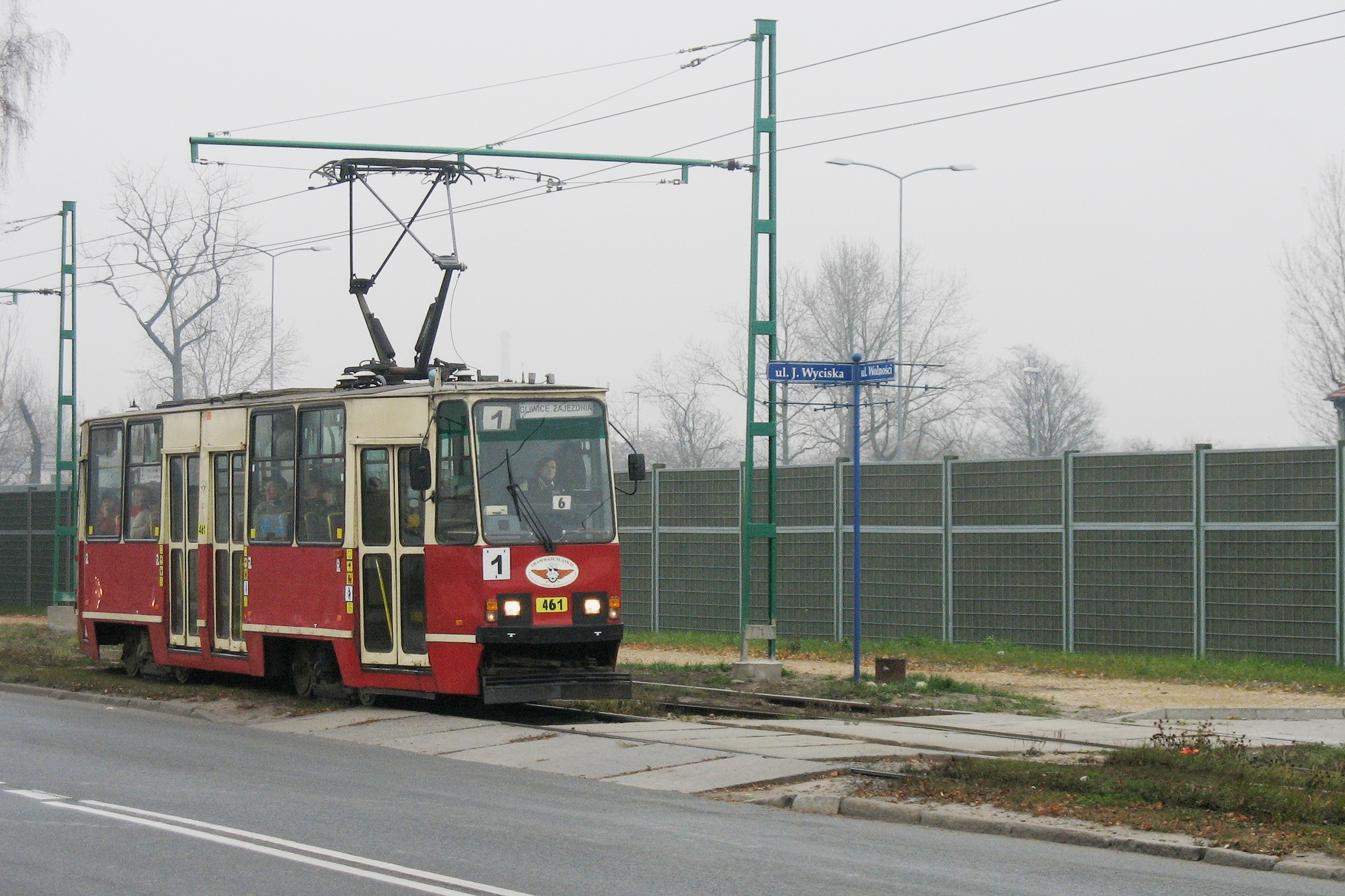
Een Konstal 105Na-tram in Zabrze op lijn 1.
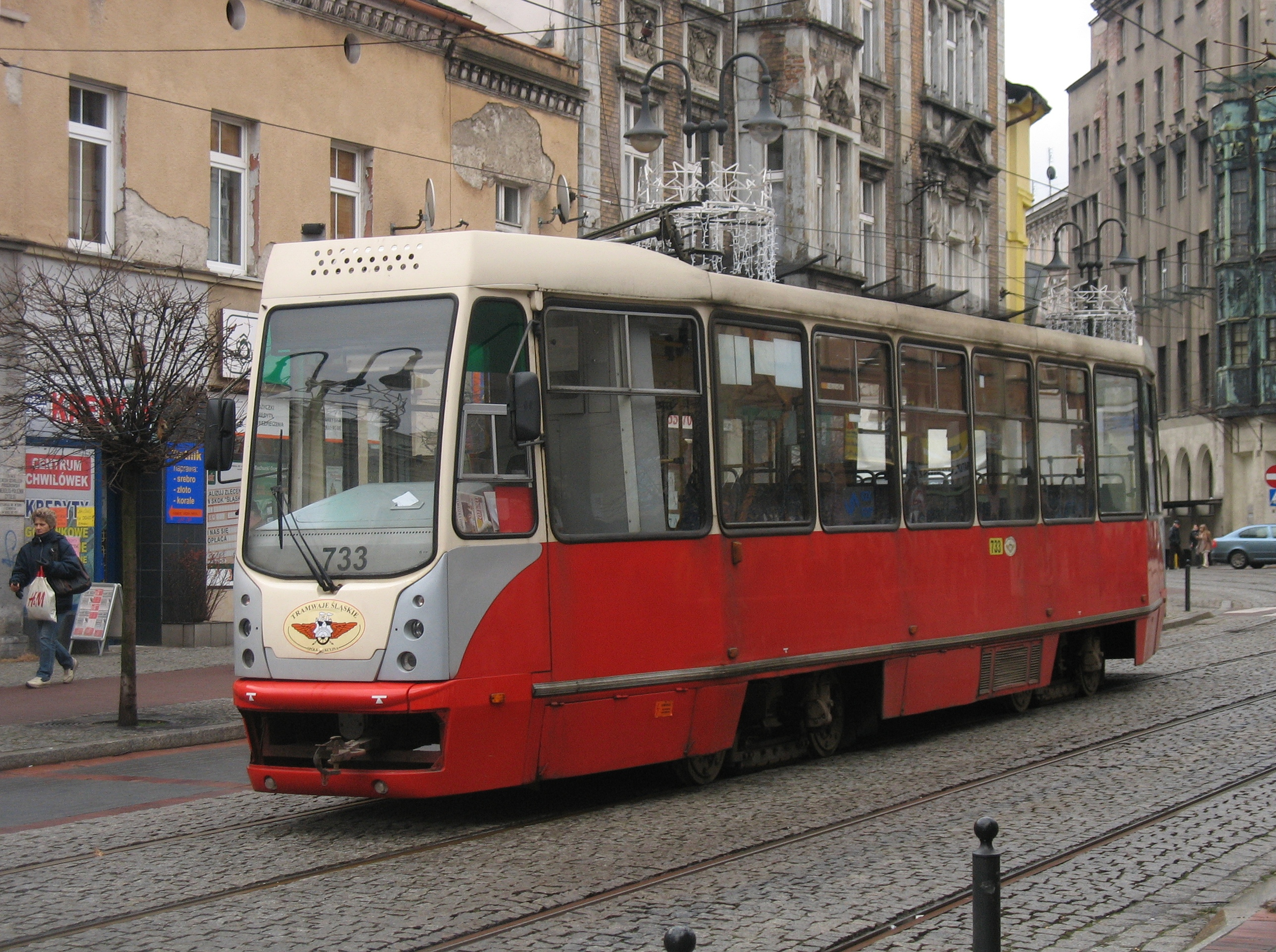
Een gemoderniseerde Konstal-tram 105Na wordt aangeduid als 105N-2K; deze tram staat defect nadat de pantograaf van de bovenleiding is geklapt. Zabrze, 2011.
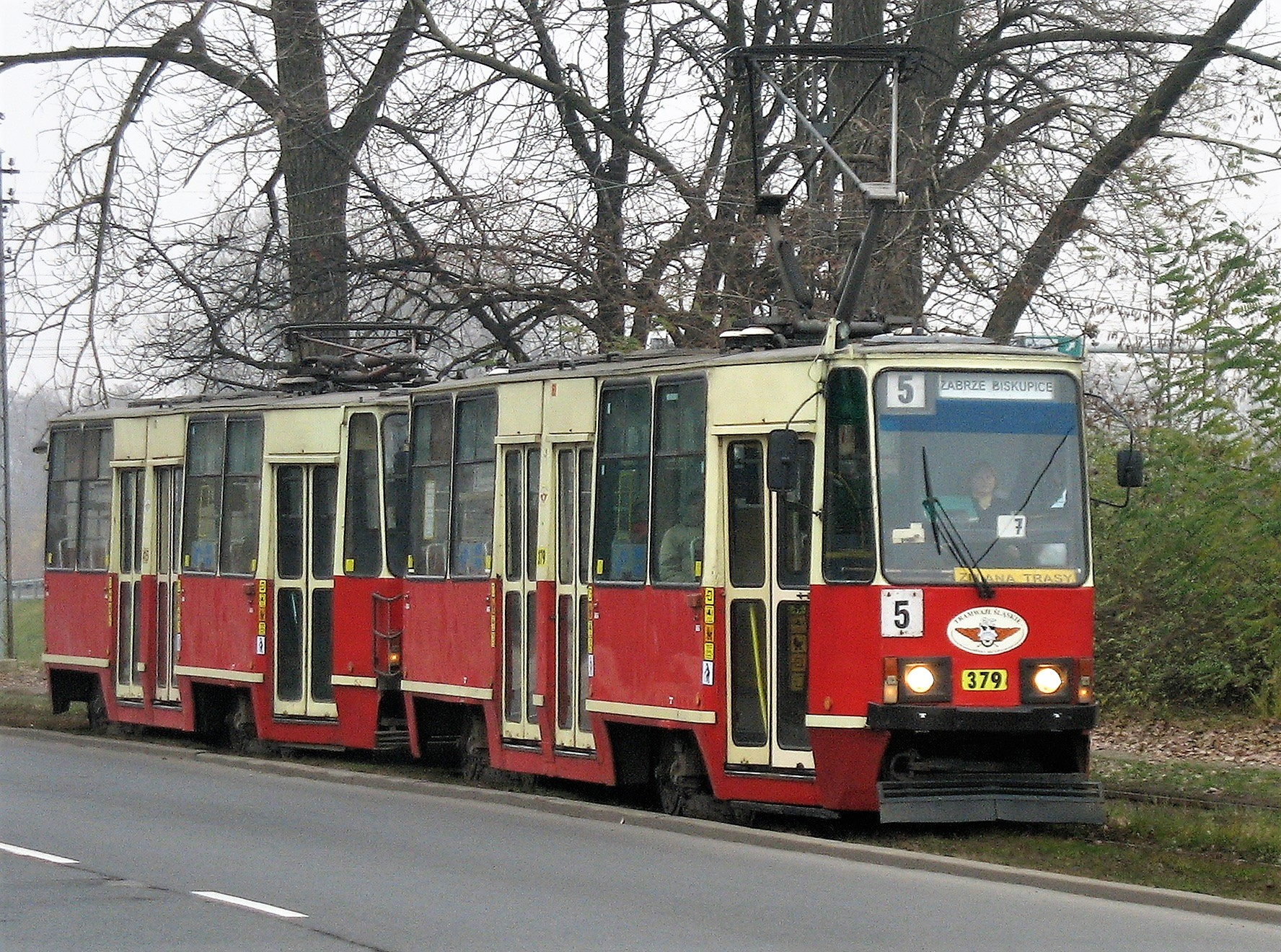
Twee gekoppelde Konstal-trams 105Na, waarbij de tweede wagen zonder stroomafnemer aan de draad rijdt. November 2011, Zabrze.
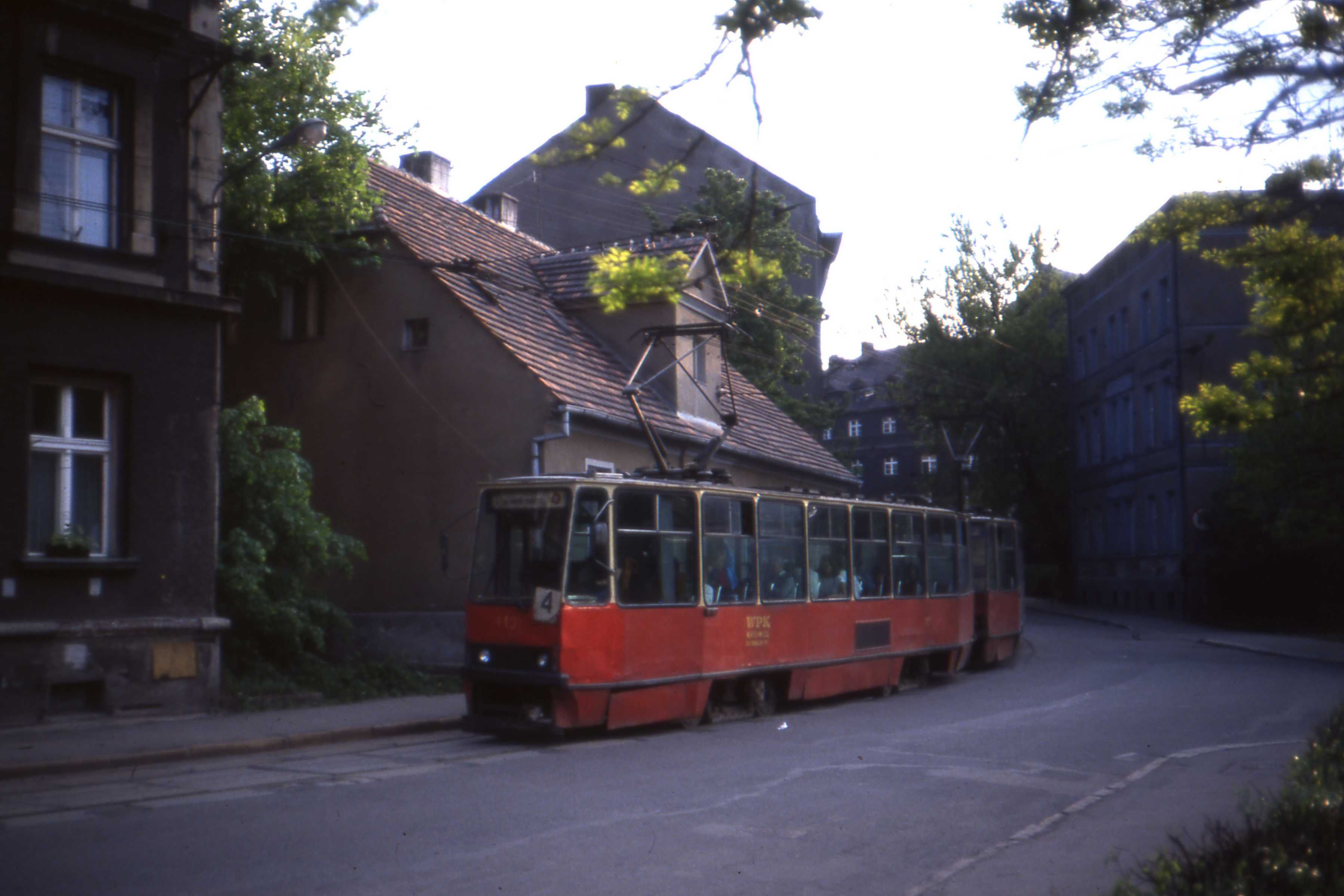
105Na-tram nr. 413 op een nu opgeheven gedeelte van lijn 4 in Gliwice. Dit is een typerend beeld voor het gehele tramsysteem in Opper-Silezië.
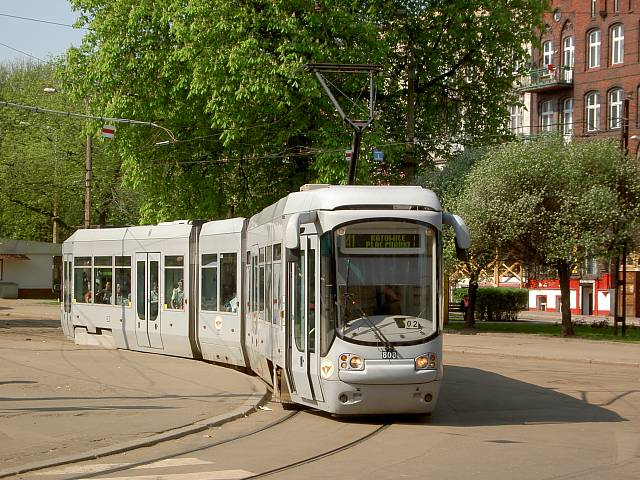
Moderne Citadis-tram, bedoeld voor de lightrail-lijn tussen Katowice en Bytom.
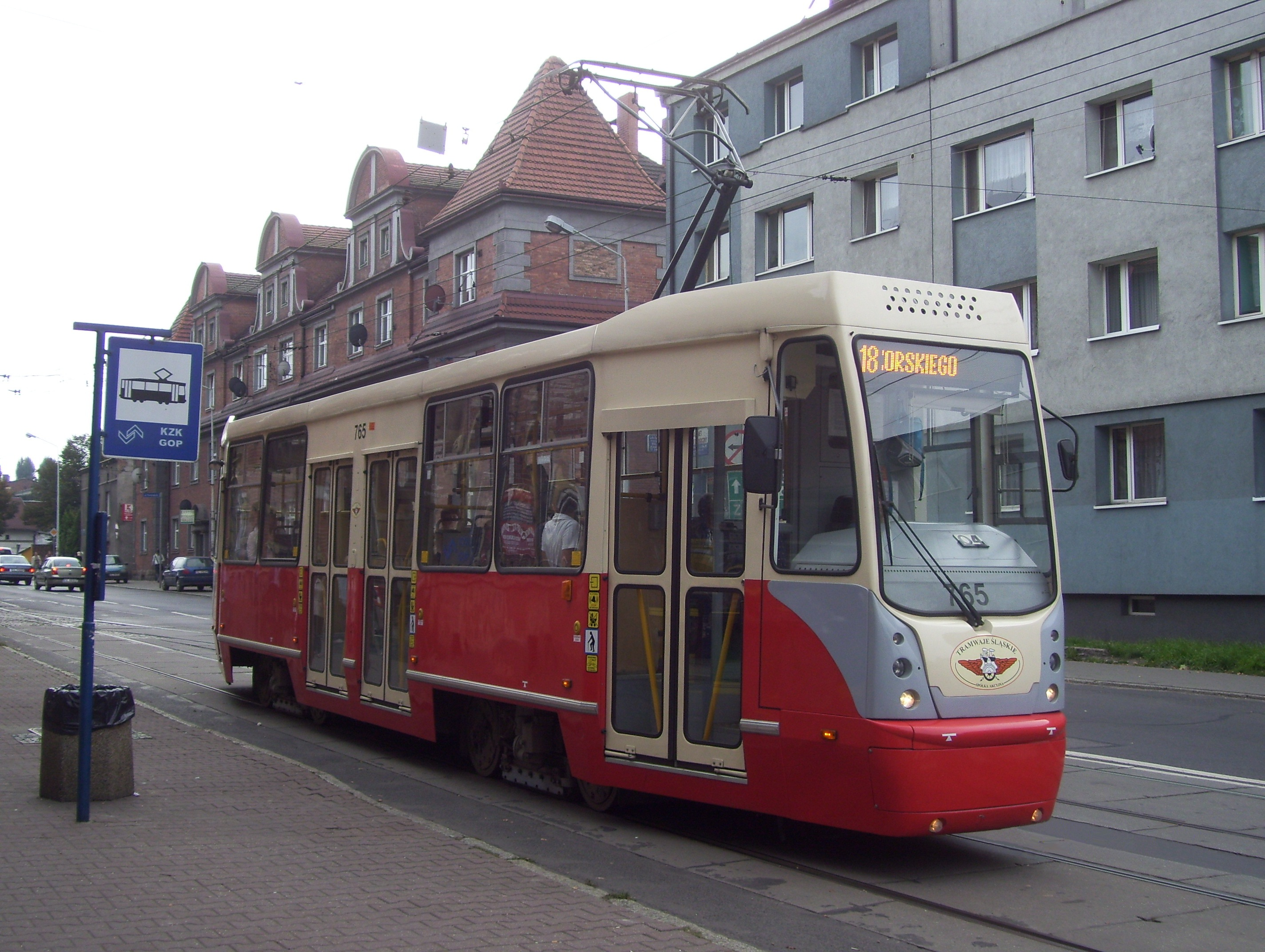
Gemoderniseerde Konstal 105N-2K-tram (nr.765) in Ruda Śląska op lijn 18.
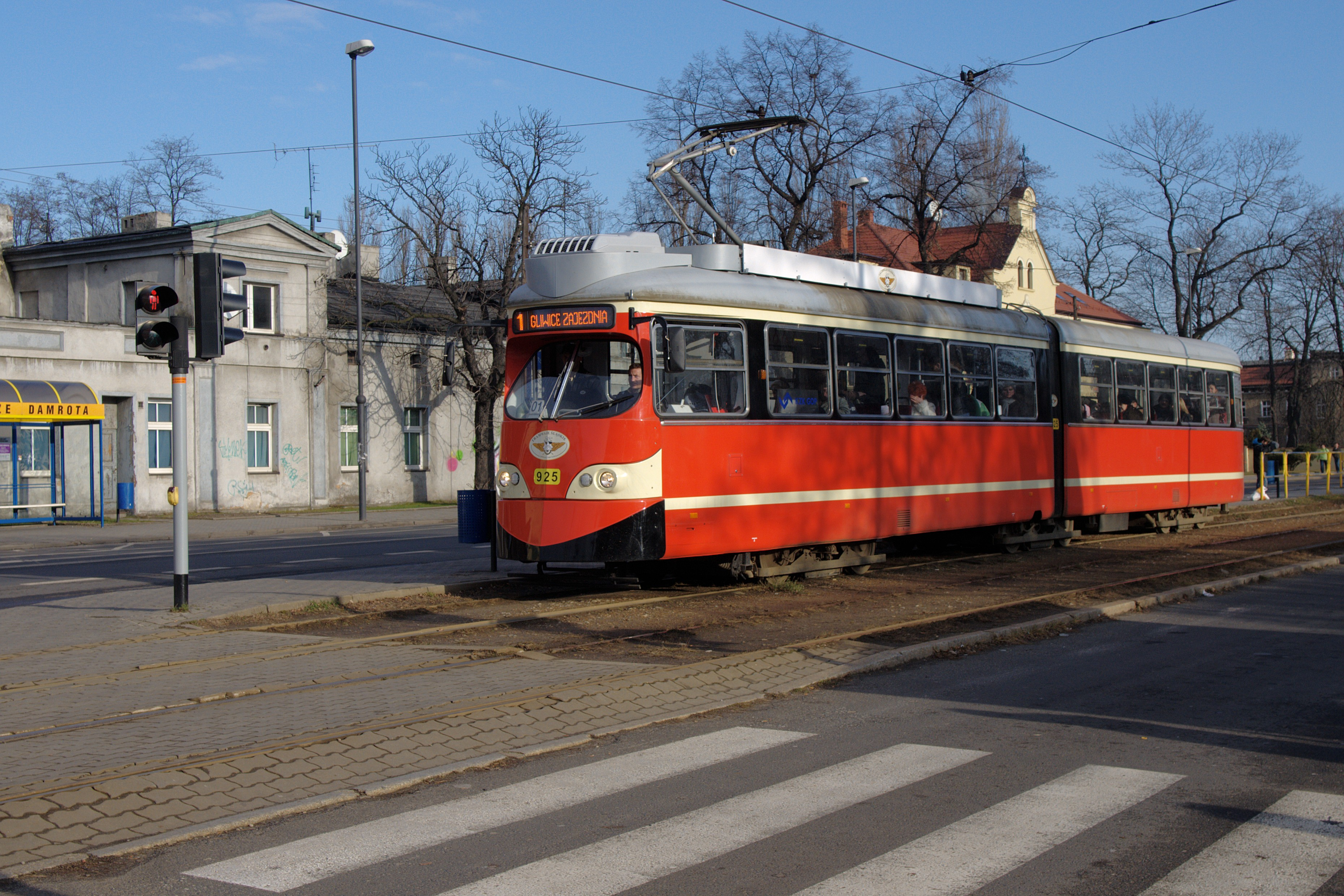
Ex-Weense E1 op lijn 1.
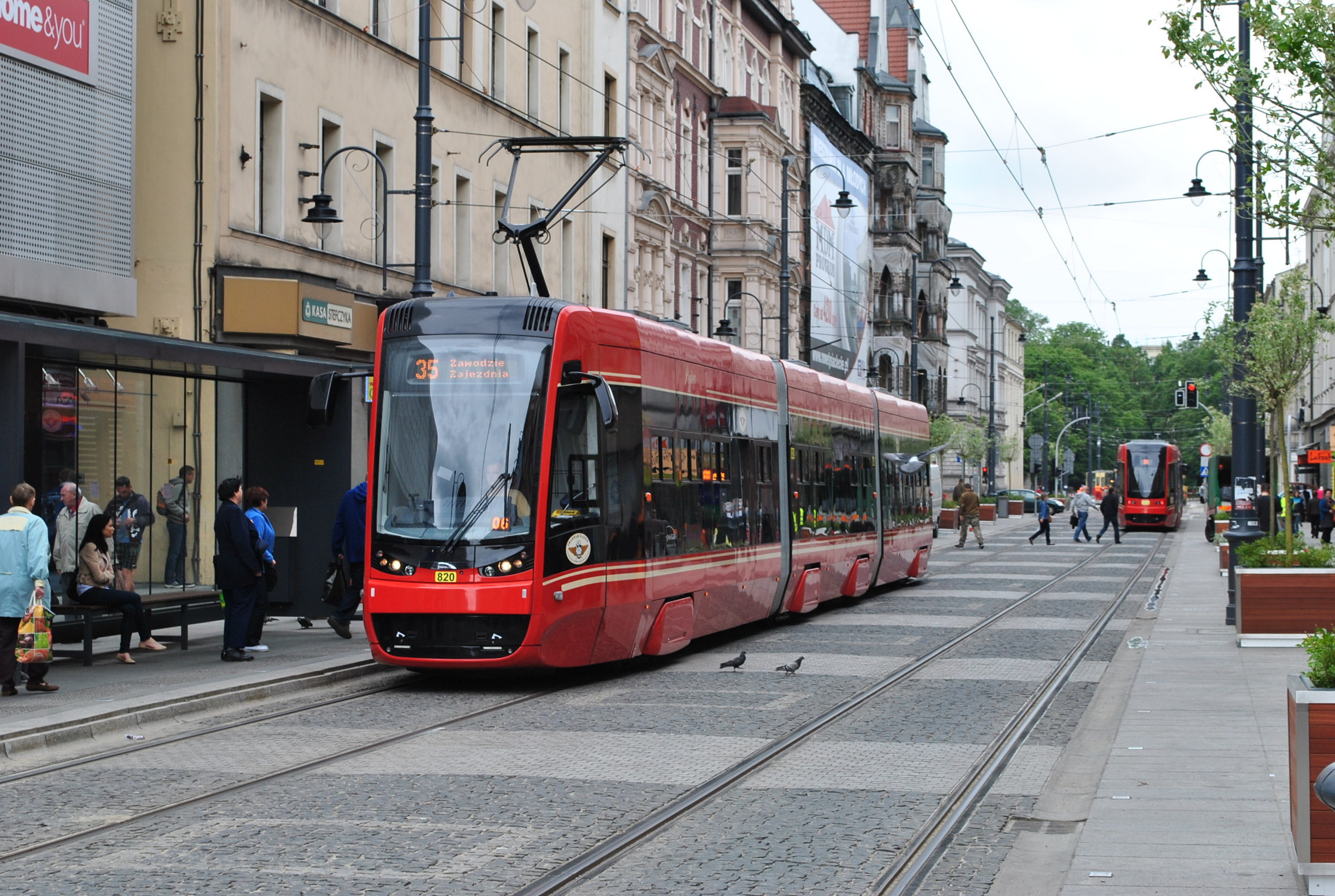
Pesa Twist op lijn 35 in de binnenstad van Katowice (3 Maja/3 mei-straat).

## Na 1989
In 1989 veranderde de politieke situatie in Polen drastisch. In juni 1989 werden de eerste vrije verkiezingen gehouden. De centrale regie werd afgeschaft. Nieuwe wetgeving werd ingevoerd die onder meer regelde dat plaatselijk openbaar vervoer de verantwoording van de gemeentelijke overheden werd. Op 30 september 1991 werd WPK Katowice verdeeld in 12 aparte busbedrijven (één per gemeente: Katowice, Bytom, Gliwice, Tychy (inclusief de trolleybus), Sosnowiec, Swierklaniec, Jaworzno, Jastrzebie-Zdroj, Olkusz, Zawiercie, Czechowice-Dziedzice en Racibórz). De tramlijnen werden in één staatsbedrijf, de Przedsiębiorstwo Komunikacji Tramwajowej (PKT, Tramweg Transportmaatschappij), ondergebracht met de bedoeling later ook op te delen in twaalven. Al snel bleek deze opsplitsing een vergissing omdat de busbedrijven gingen concurreren met parallel lopende lucratieve tramverbindingen. Dit leidde tot een enorme verarming van het tramnet en een grote inkomstenderving. De staatssubsidie voor het trambedrijf – afgerekend op vervoersprestaties – werd ieder jaar lager omdat steeds minder passagiers werden vervoerd. De gemeentes ondersteunden de bus. In eerste instantie bleek ze goedkoper en sneller dan de tram (totdat ook vele Polen zich een eigen auto konden veroorloven). Het trambedrijf reageerde met het verbeteren van de baan waar mogelijk zodat sneller kon worden gereden en een verfijnde dienstregeling. In 1992 bestond het tramnet uit de lijnen:
- 3 Mikulczyce – Zabrze – Makoszowy (20 minuten frequentie)
- 4 Wojtowa Wies – Gliwice – Zabrze – Zaborze (10-20 minuten freq.)
- 5 Zabrze – Biskupice – Bobrek – Bytom (13-18 minuten freq.)
- 6 Bytom – Pogoda – Lagiewniki – Chorzów – Dab – Katowice – Brynow (15-30 minuten freq.)
- 7 Bytom – Lagiewniki – Piasniki – Świętochłowice – Chorzów Batory – Zaleze – Katowice – Zawodzie (15 minuten freq.)
- 8 Bytom – Pogoda – Brzeziny Sl. – Dabrowka Wielka (25 minuten freq.)
- 9 Bytom – Szombierki – Godula – Chebzie – Wirek – Świętochłowice – Chorzów (18 minuten freq.)
- 11 Katowice – Dab – Chorzw – Piasniki – Lipiny – Chebzie (14 minuten freq.)
- 12 Chorzów – Chorzów Stary – Alfred – Siemianowice Sl. (20 minuten freq.)
- 13 Katowice – Welnowiec – Alfred – Siemianowice Sl. (20 minuten freq.)
- 14 Alfred – Welnowiec – Katowice – Zawodzie – Szopienice – Mysłowice (20 minuten freq.)
- 15 Katowice – Zawodzie – Szopienice – Sosnowiec – Zagórze (20 minuten freq.)
- 16 Katowice (Sloneczna) – Kosciuszki Park – Brynow (10 minuten freq.)
- 17 Chorzów – Świętochłowice – Piasniki – Lagiewniki – Lipiny – Chebzie – Zaborze (28 minuten freq.)
- 18 Chebzie – Ruda Poludniowa – Ruda – Bobrek – Bytom (28 minuten freq.)
- 19 Bytom – Stroszek (9-18 minuten freq.)
- 20 Katowice – Zawodzie – Szopienice (30 minuten freq., spitslijn)
- 21 Milowice – Sosnowiec – Pogon – Będzin – Kopalnia Paryz – Dąbrowa Górnicza – Huta Katowice (16 minuten freq.)
- 22 Czeladz – Będzin – Kopalnia Paryz – Dąbrowa Górnicza – Huta Katowice (16 minuten freq.)
- 23 Stadion Slaski – Dab – Katowice – Zawodzie – Szopienice (20 minuten freq., spitslijn)
- 24 Sosnowiec – Okrzei (20 minuten freq.)
- 25 Kopalnia Paryz – Będzin – Grodziec – Wojkowice – Zychcice (30 minuten freq.)
- 26 Milowice – Sosnowiec – Dandowka – Niwka – Modrzejow – Mysłowice (16 minuten freq.)
- 27 Będzin (remise) – Pogon – Sosnowiec – Dandowka – Klimontow – Kazimierz (16 minuten freq.)
- 28 Będzin (remise) – Kopalnia Paryz – Dąbrowa Górnicza – Huta Katowice (20 minuten freq., spitslijn)
- 29 Biskupice – Zabrze – Zaborze (40 minuten freq., spitslijn)
- 30 Bytom – Bobrek – Biskupice (13-18 minuten freq.)
- 38 Bytom Piekarska (20 minuten freq., spitslijn)
- 40 Chorzów – Chorzów Batory – Zaleze – Katowice – Zawodzie (10 minuten freq.)
- 41 Bytom (Wroclawska) – Pogoda – Lagiewniki – Chorzów – Dab – Katowice (Miarki) (15 minuten freq.)

In 1990 werd een nieuw nummersysteem voor de nachtlijnen geïntroduceerd. Zij werden aangeduid als 'PN-2xy'. PN staat daarbij voor nachttram, ‘x’ voor het remisenummer (0 – Będzin, 1 – Katowice Zawodzie, 2 – Chorzów Batory, 3 – Bytom Stroszek and 4 – Gliwice) en ‘y’ voor een servicenummer. Lijnen met de aanduiding PN-201, PN-242, PN-223 kwamen in dienst. Een uitzondering was de aanduiding PN-100 die stond voor de lijn Chebzie – Katowice via Wirek, Świętochłowice en Chorzów Batory. In tegenstelling tot eerdere nachtlijnen werden deze wel aan het publiek bekendgemaakt.
In 1993 veroorzaakte de bouw van een viaduct een onderbreking van lijn 4 in Zabrze waarbij het uiteinde van de tramlijn met speciaal door Konstal gebouwde 111N-trams werd uitgevoerd. Deze trams hebben deuren aan beide kanten en één bestuurdersplaats. Ze werden rug aan rug gekoppeld zodat geen eindpuntlussen nodig waren. Slechts 6 van deze trams werden gebouwd maar ze werden succesvol ook op andere tijdelijk geamputeerde tramlijnen ingezet.
In de jaren 1990 werd het verbeteren van de belangrijke corridor tussen Bytom – Chorzów – Katowice (lijn 6/41) naar lightrailstandaard in aanbouw genomen. Men wilde lagevloertrams aanschaffen en een verbeterde vrije baan aanleggen. Tevens een nieuw seinsysteem en een verbeterde stroomtoevoer zodat sneller gereden kon worden. Ook nam men zich voor de lijn naar Miechówice aan de ene en Ligota aan de andere kant te verlengen. De ombouw werd in 1998 gestart door een consortium samengesteld uit Konstal (nu Alstom sinds de jaren 1990), Ad-Tranz and PRInz Katowice. Doordat qua financiën de totale kosten niet waren gezekerd stagneerde het project. Er kwamen wel nieuwe trams maar slechts een derde van de baan werd vernieuwd en de stroomtoevoer maar gedeeltelijk verbeterd. Stoplichtbeïnvloeding door de tram, waardoor een hogere rijtijd en verbeterde exploitatie kan worden bereikt, bleek politiek onhaalbaar zodat de reis nu even lang duurt als voor de ombouw. Sinds 1991 werd op vele plaatsen wel de baan vernieuwd zodat de enorm slechte staat van onderhoud ten positieve veranderde. Evengoed zijn er anno 2021 nog steeds veel slechte delen en gaat de vernieuwing nog steeds door.
In 2001 werd door Alstom-Konstal nieuw materieel afgeleverd. De nieuwe trams kregen de naam Citadis 100 Katowice (116Nd PKT Katowice). Er werden 17 trams afgeleverd die 24 meter lang zijn en driedelig zijn. De middensectie is slechts tweeramig. Ze rijden op 3 trucks en 4 hebben grote deuren en hebben voor ongeveer 70% een lage vloer. De tram kan 215 passagiers vervoeren en de maximumsnelheid ervan is 80 km per uur. Vanwege de vele slechte baanvakken werden deze nieuwe trams alleen op lijn 6 en 41 op het gedeelte Katowice – Chorzów – Bytom (Wroclawska) en hun aftakkingen naar Sloneczna (lijn 16) en Zawodzie ingezet. In tegenstelling tot vele andere Poolse trambedrijven had men in Opper-Silezië nog geen tweedehands materieel uit West-Europa gekocht.
Nadat het busbedrijf in twaalven was verdeeld en elk bedrijf zijn eigen tariefstructuur instelde waren er 13 tariefstructuren. In 1993 werd in het centrale gebied (Chorzów, Katowice, Sosnowiec) een enkel busbedrijf onder de naam Komunikacyjny Związek Komunalny Górnosląskiego Okręgu Przemysłowego (KZK GOP, Stedelijke Vervoerssamenwerking in de Opper-Silezische Industriële Regio) opgericht. Dit bedrijf slaagde erin het vervoer voor 20 gemeentes te centraliseren en onder één tariefmodel te brengen. Ook slaagde men er in een overeenkomst te sluiten met het noordelijk deel van de regio (Tarnowskie Góry & Piekary Śląskie). De trammaatschappij sloot hier echter niet bij aan. De subsidie van de centrale regering verviel in 1995 totaal en de conditie van het systeem werd onhoudbaar. In februari 2000, vlak voor het faillissement van het bedrijf, werd met KZK GOP overeenstemming bereikt dat zij de dienstuitvoering van de tramlijnen over zou nemen. Dit leek enkele problemen op te lossen, bv. wat betreft de liquiditeit, maar de individuele gemeentes bleven weigeren op te draaien voor infrastructurele werken en onderhoudskosten. Enkele jaren later was de situatie weer zo slecht als in 2000 en werden de frequenties verlaagd en trams werden verkort. In plaats van gekoppeld rijden met types 105N werd bv. slechts één tram ingezet. Ook de nachtlijnen werden wegbezuinigd. Om de infrastructuur aan de gemeentes te kunnen overdragen moest het bedrijf worden geprivatiseerd. Op 1 januari 2003 werd Tramwaje Śląskie SA (TS, Silezische Tramwegen) opgericht, een vennootschap met aandelen. Alle aandelen zijn echter in handen van de Poolse staat. Het bedrijf staat/stond er echter financieel zeer slecht voor.
Tram routes in juni 2005:

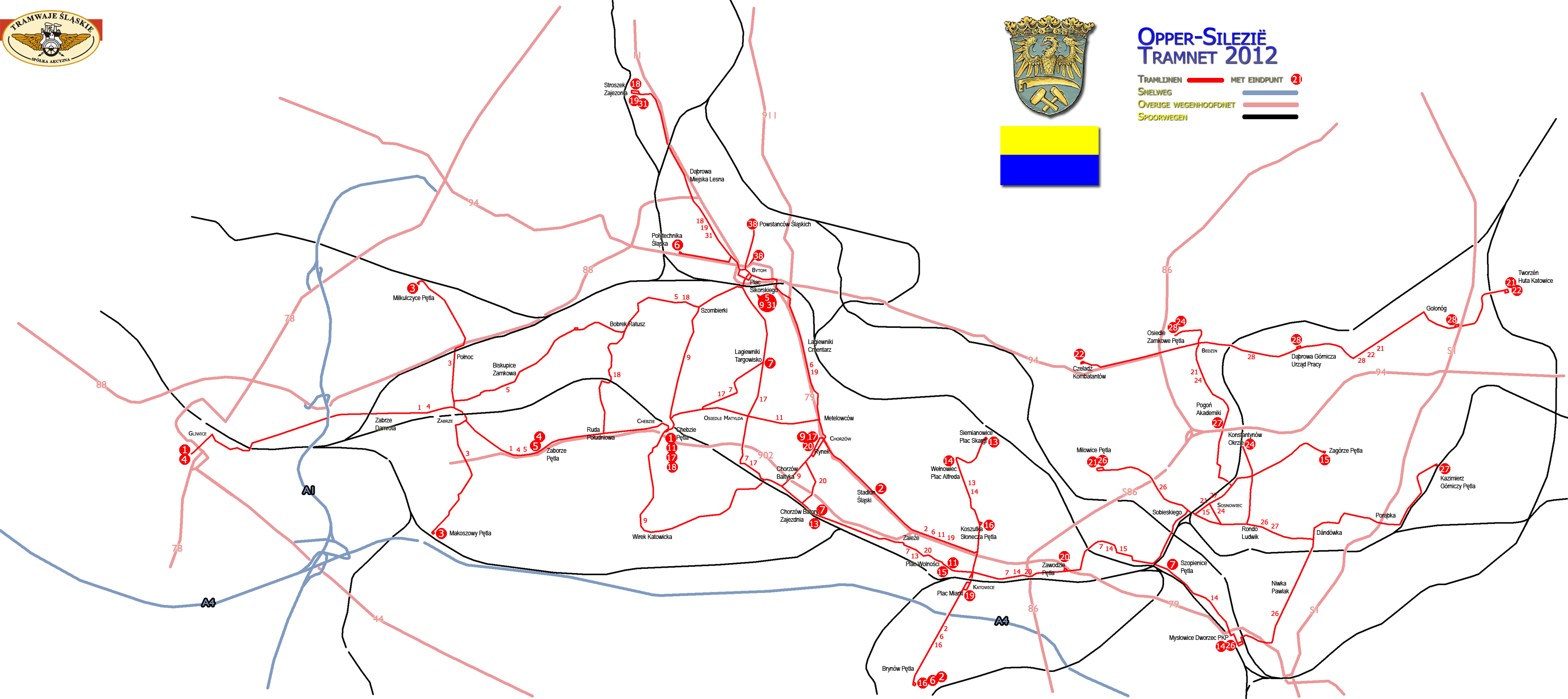
Tramnet in Opper-Silezië in 2012

- 1 Wojtowa Wies – Gliwice – Zabrze – Zaborze – Ruda Poludniowa – Chebzie
- 3 Mikulczyce – Zabrze – Makoszowy
- 4 Wojtowa Wies – Gliwice – Zabrze – Zaborze
- 5 Zaborze – Zabrze – Biskupice – Bobrek – Bytom
- 6 Bytom – Pogoda – Lagiewniki – Chorzów – Dab – Katowice – Brynow
- 7 Bytom – Lagiewniki – Piasniki – Świętochłowice – Chorzów Batory – Zaleze – Katowice – Zawodzie
- 8 Bytom (Wroclawska) – Pogoda – Brzeziny Sl. – Dabrowka Wielka
- 9 Bytom – Szombierki – Godula – Chebzie – Wirek – Świętochłowice – Chorzów
- 10 Siemianowice Sl. – Welnowiec – Katowice – Zaleze – Chorzów Bat. – Świętochłowice – Wirek – Chebzie Pętla (alleen nachtlijn)
- 11 Katowice – Dab – Chorzw – Piasniki – Lipiny – Chebzie
- 12 Chorzów – Chorzów Stary – Alfred – Siemianowice Sl.
- 13 Chorzów – Chorzów Batory – Zaleze – Katowice – Welnowiec – Alfred – Siemianowice Sl.
- 14 Alfred – Welnowiec – Katowice – Zawodzie – Szopienice – Mysłowice
- 15 Katowice – Zawodzie – Szopienice – Sosnowiec – Zagórze
- 16 Katowice (Sloneczna) – Kosciuszki Park – Brynow
- 17 Chorzów – Świętochłowice – Piasniki – Lagiewniki – Lipiny – Chebzie
- 18 Chebzie – Ruda Poludniowa – Ruda – Bobrek – Bytom
- 19 Bytom – Stroszek
- 21 Milowice – Sosnowiec – Pogon – Będzin – Kopalnia Paryz – Dąbrowa Górnicza – Golonog – Huta Katowice
- 22 Czeladz – Będzin – Kopalnia Paryz – Dąbrowa Górnicza – Golonog – Huta Katowice (spitslijn)
- 23 Stadion Slaski – Dab – Katowice – Zawodzie – Szopienice
- 24 Okrzei – Sosnowiec – Pogon – Będzin – Kopalnia Paryz
- 25 Kopalnia Paryz – Będzin – Grodziec – Wojkowice – Zychcice
- 26 Milowice – Sosnowiec – Dandowka – Niwka – Modrzejow – Mysłowice
- 27 Będzin (remise) – Pogon – Sosnowiec – Dandowka – Klimontow – Kazimierz
- 28 Będzin (remise) – Kopalnia Paryz – Dąbrowa Górnicza – Golonog
- 30 Bytom – Bobrek – Biskupice
- 32 Czeladz – Będzin – Kopalnia Paryz – Dąbrowa Górnicza – Golonog
- 33 Chorzów (Metalowcow straat) – Dab – Katowice (Sloneczna)
- 34 Zawodzie (remise) – Szopienice – Sosnowiec – Dandowka – Niwka – Mysłowice – Szopienice – Zawodzie (remise)
- 35 Biskupice – Zabrze – Zaborze
- 36 Chorzów – Chorzów Batory – Zaleze – Katowice – Zawodzie
- 37 Chorzów – Chorzów Batory – Zaleze – Katowice – Zawodzie – Szopienice
- 38 Bytom Piekarska
- 41 Bytom (Wroclawska) – Pogoda – Lagiewniki – Chorzów – Dab – Katowice (Miarki plein)

In 2006 werden de lijnen 8 (Bytom-Dąbrowka Wielka) en 25 (Będzin-Wojkowice) opgeheven. De vervanging door buslijnen lijkt niet erg succesvol. Op 31 december 2008 werd lijn 12 (Chrozów-Siemianowice) opgeheven en op 31 augustus 2009 volgde op bevel van de burgemeester de gedeeltelijke opheffing van de lijnen 1 en 4 in Gliwice. Het gedeelte Lagiewniki – Bytom van lijn 7 werd wegens de zeer slechte staat van de baan in 2009 gesloten.(in 2014 heropend, na vernieuwing) Ook sneuvelde lijn 41 waarbij tegelijkertijd de frequentie op lijn 6 werd verhoogd. In de jaren daarna waren er veel wijzigingen en tijdelijke lijnen vanwege de vernieuwingen. In jan. 2021 bestaat het net uit de lijnen : 1,2,3,4,5,6,7,8,9,11,13,14,15,16,17,19,20,21,22,23,24,26,27,28,29,32,35,36,38,43,46,49,T5,T11,T16,T17,T21,T27,en T40. Totaal 39 lijnen. Veel lijnen rijden ook alle nachten.(later blijkt dat alle T-nummers vervangende tijdelijke buslijnen zijn of waren)Dus zijn het 32 tramlijnen. Sommige lijnen rijden héél weinig, maar één of twee keer per dag, en/of niet dagelijks. Ook hebben ze soms enkele ritten die ver buiten hun normale route gaan. 
In april 2023 zijn er lijn 3, 5, 9, 10, 13, 14, 15, 16, 17, 19, 21, 22, 24, 26, 27, 28, 30, 34, 35, 36, 37, 41, 46, 49, 59, en 60. (plus T3, T7, T10, T 14, T15, T20, T21, T26, T34, T38 & T47)

## Vooruitzichten
Een chronisch gebrek aan liquide middelen voorkwam jarenlang iedere investering en normaal, gepland en gereguleerd, onderhoud was onmogelijk. Iets wat kapotgaat kon misschien worden gemaakt, misschien niet. Het grootste gedeelte van het rollend materieel was in 2012 tussen de 15 en de 35 jaar oud. De potenties van het systeem – het verbinden van agglomeraties via de kortste en snelste weg – kan/kon helaas niet worden waargemaakt door de zeer lage snelheid die de trams vanwege de slechte baan moe(s)ten handhaven. Alleen door grote investeringen is een Stadtbahnachtig vervoersnetwerk te realiseren dat snelle verbindingen tussen de steden een toegevoegde vervoerswaarde voor de regio zou kunnen hebben. Daarmee zou de bus een kleinere rol – die van toevoerder van passagiers naar overstappunten – hebben. De hoofdas van het systeem – thans lijn 6 tussen Bytom en Katowice – is gedeeltelijk naar lightrail-standaard omgebouwd, dubbelsporig en geschikt voor rolstoelgebruikers.

#### Investeringen uit EU-fondsen
Om op korte termijn actie te ondernemen de materieelnood te leningen werden in 2010 12 dubbelgelede trams uit Frankfurt gekocht, deze zijn van het type Pt, in 2013 nog aangevuld met 5 stuks. Tevens werden 18 enkelgelede trams van het type SGP/Lohner E1, uit Wenen aangeschaft, enige tijd later nog eens 7. (Ook het trambedrijf van Krakau schafte deze E1’s aan, die gebouwd zijn in de periode 1969-1976.) In 2011 werd door de betrokken gemeentes besloten het trambedrijf te moderniseren. In dat kader moet minstens 48 kilometer spoor worden vernieuwd. Dubbelspoor moe(s)t worden aangelegd op het traject Katowice – Sosnowiec(lijn 15)(en deels lijn 6,7,13, 14,16,20,23,36,46)(lijnennet 2021). En de wederopbouw van de lijn Bytom – Łagiewniki moest worden ter hand genomen. Beide projecten waren in 2017 gereed., Voorts waren op zeer korte termijn 30 nieuwe trams en de modernisering van 75 wagens van het type 105 Na nodig. Op 30 juli 2012 werd met het in Łódź gevestigde Modertrans i MPK-Łódź een contract getekend 75 Tatra’s 105Na te moderniseren en in december van datzelfde jaar werden bij Pesą (Pojazdy Szynowe PESA SA) 30 trams van het type ‘Twist’ (2012N) besteld. De verbouwde Tatra’s en de nieuwe Twist’s kwamen in de jaren 2013-14 in dienst, de Tatra’s allereerst op een nieuwe lijn 7: Bytom – Łagiewniki. In 2013 werden de eerste 16 kilometer dubbelspoor vernieuwd; de Twist-trams kwamen op lijn 6: Katowice – Bytom in dienst. De investeringen in materieel en infrastructuur worden mogelijk gemaakt door kredieten van de Europese Investeringsbank. Ondanks deze investeringen kon niet worden voorkomen dat in 2014 lijn 18: Stroszek – Chebzie, wegens de zeer slechte baantoestand op het trajectdeel door Godula moest worden opgeheven. Maar elders zijn/worden grote delen van diverse lijnen vernieuwd. En daarna kan daar sneller gereden worden.
Op 10 juli 2020 is de eerste Moderus MF AC BD tram in gebruik genomen op de (nu nog) kortste lijn, 38. Deze futuristische tram vervangt daar het oudste type tram van Silezië, het type N. Er zijn 15 trams van het nieuwe model aangeschaft. Ondanks dat ze slechts 15 meter lang zijn, hebben ze toch voor bijna de helft een lage vloer. Twee van de nieuwe trams zijn in 2-richtings-uitvoering, speciaal voor lijn 38. Het traject van deze lijn gaat ook vernieuwd worden, en daarna wordt lijn 38 doorgetrokken naar het Sikorskiego-plein. Het is de bedoeling dat ook het type N op lijn 38 blijft rijden, zodat historie en modern comfort afgewisseld worden.
Op 10 juni 2020 is de aanleg begonnen van de verlenging van lijn 15 in Zagórze.
In 2020 werd na meer dan 100 jaar eindelijk in Zabrze een spoor-driehoek aangelegd. Daardoor kunnen nu trams uit Gliwice ook de noordelijke route naar Bytom gebruiken. Wegens spoorvernieuwing kon dat niet meteen. In 2021 is lijn 2 die route gaan gebruiken. Lijn 1 volgt nog steeds de zuidelijke route.